# Llista de topònims d'Àger
Llista de topònims (noms propis de lloc) del municipi d'Àger, a la Noguera
Informació actualitzada per un bot. Els canvis manuals es perdran quan s'actualitzi!

## arbre singular
| imatge | Nom                         | Ubicat a | instància de   | Detalls                                                                            | coordenades | Protecció        | Commons (més fotos)         | Dades a WD                    |
| ------ | --------------------------- | -------- | -------------- | ---------------------------------------------------------------------------------- | --- | ---------------- | --------------------------- | ----------------------------- |
|        | roure del Corp de Montardit | Àger     | arbre singular | Taxon: roure de fulla petita (Quercus faginea) Ample: 22m Alt: 20.5m Perímetre: 4m | 42° 00′ 11″ N, 0° 44′ 58″ E / 42.00298°N,0.74957°E ca:Corp de Montardit, vora la carretera C-12 al km 200 628 msnm                | arbre monumental | Roure del Corp de Montardit | Modifica les dades a Wikidata |
|        | roure dels Escurçons        | Àger     | arbre singular | Taxon: roure de fulla petita (Quercus faginea) Ample: 20m Alt: 14m Perímetre: 5.3m | 42° 02′ 05″ N, 0° 48′ 56″ E / 42.034654°N,0.815511°E ca:Montsec de Calafí, a uns 50 m al nord del Corral Vell de Calafí 1238 msnm | arbre monumental | Roure dels Escurçons        | Modifica les dades a Wikidata |

## avenc
| imatge | Nom             | Ubicat a | instància de | Detalls | coordenades                                                          | Protecció | Commons (més fotos) | Dades a WD                    |
| ------ | --------------- | -------- | ------------ | ------- | -------------------------------------------------------------------- | --------- | ------------------- | ----------------------------- |
|        | avenc del Pedró | Àger     | avenc        |         | 42° 02′ 58″ N, 0° 44′ 27″ E / 42.0493706111145°N,0.740920149675672°E |           |                     | Modifica les dades a Wikidata |
|        | la Cova Negra   | Àger     | avenc        |         | 42° 01′ 49″ N, 0° 49′ 30″ E / 42.0302390835014°N,0.82511565863865°E  |           |                     | Modifica les dades a Wikidata |

## cabana
| imatge | Nom                                         | Ubicat a | instància de | Detalls       | coordenades                                                                   | Protecció | Commons (més fotos) | Dades a WD                    |
| ------ | ------------------------------------------- | -------- | ------------ | ------------- | ----------------------------------------------------------------------------- | --------- | ------------------- | ----------------------------- |
|        | Cabana de Calderó                           | Àger     | cabana       | Estat: ruïnós | 41° 59′ 53″ N, 0° 44′ 54″ E / 41.9981282940186°N,0.74831221552307°E 638 msnm  |           |                     | Modifica les dades a Wikidata |
|        | Cabanot de Pulsaco                          | Àger     | cabana       |               | 42° 01′ 33″ N, 0° 44′ 30″ E / 42.0257646684147°N,0.741756474255522°E          |           |                     | Modifica les dades a Wikidata |
|        | Casa del Panyello                           | Àger     | cabana       |               | 42° 02′ 50″ N, 0° 42′ 38″ E / 42.0472260590524°N,0.710427018521894°E          |           |                     | Modifica les dades a Wikidata |
|        | Corral vell de Calafí                       | Àger     | cabana       |               | 42° 02′ 00″ N, 0° 49′ 04″ E / 42.0333849686745°N,0.817675726345242°E          |           |                     | Modifica les dades a Wikidata |
|        | Mas de Raval                                | Àger     | cabana       |               | 42° 02′ 42″ N, 0° 41′ 46″ E / 42.0450108436792°N,0.696044170973215°E          |           |                     | Modifica les dades a Wikidata |
|        | Montsec d'en Lluís                          | Àger     | cabana       |               | 42° 03′ 17″ N, 0° 41′ 13″ E / 42.0547713269095°N,0.687002802070457°E          |           |                     | Modifica les dades a Wikidata |
|        | Montsec de Viudà                            | Àger     | cabana       |               | 42° 02′ 35″ N, 0° 41′ 58″ E / 42.0431224467482°N,0.699326207927685°E          |           |                     | Modifica les dades a Wikidata |
|        | cabana de Baró                              | Àger     | cabana       |               | 41° 59′ 04″ N, 0° 43′ 11″ E / 41.98437627497°N,0.719585829482549°E            |           |                     | Modifica les dades a Wikidata |
|        | cabana de Calderó                           | Àger     | cabana       |               | 41° 59′ 46″ N, 0° 46′ 02″ E / 41.9961933397152°N,0.767274737691352°E 562 msnm |           |                     | Modifica les dades a Wikidata |
|        | cabana de Camperol                          | Àger     | cabana       |               | 42° 01′ 43″ N, 0° 51′ 00″ E / 42.0286568777055°N,0.850113249374994°E          |           |                     | Modifica les dades a Wikidata |
|        | cabana de Cisco                             | Àger     | cabana       | Estat: ruïnós | 41° 59′ 53″ N, 0° 46′ 53″ E / 41.9980142067613°N,0.781288620852945°E 540 msnm |           |                     | Modifica les dades a Wikidata |
|        | cabana de Cisco                             | Àger     | cabana       | Estat: ruïnós | 42° 00′ 33″ N, 0° 50′ 30″ E / 42.009260777694°N,0.841625563394714°E 590 msnm  |           |                     | Modifica les dades a Wikidata |
|        | cabana de Cotó                              | Àger     | cabana       |               | 42° 01′ 42″ N, 0° 52′ 02″ E / 42.0282374355151°N,0.867207347786565°E          |           |                     | Modifica les dades a Wikidata |
|        | cabana de Fonset                            | Àger     | cabana       |               | 41° 58′ 29″ N, 0° 46′ 13″ E / 41.9748009715406°N,0.770351742710827°E          |           |                     | Modifica les dades a Wikidata |
|        | cabana de Glorieta                          | Àger     | cabana       |               | 41° 58′ 11″ N, 0° 47′ 35″ E / 41.9696212187716°N,0.793111728152535°E          |           |                     | Modifica les dades a Wikidata |
|        | cabana de Lledonós                          | Àger     | cabana       |               | 41° 59′ 02″ N, 0° 44′ 03″ E / 41.983917736504°N,0.734171501051724°E           |           |                     | Modifica les dades a Wikidata |
|        | cabana de Montardit                         | Àger     | cabana       |               | 41° 58′ 50″ N, 0° 43′ 51″ E / 41.980468931425°N,0.73081180109989°E            |           |                     | Modifica les dades a Wikidata |
|        | cabana de Montclús                          | Àger     | cabana       |               | 41° 59′ 19″ N, 0° 45′ 23″ E / 41.9887149498077°N,0.756478614705635°E          |           |                     | Modifica les dades a Wikidata |
|        | cabana de Pedrol                            | Àger     | cabana       |               | 42° 00′ 13″ N, 0° 48′ 57″ E / 42.0037303985329°N,0.815888602210276°E          |           |                     | Modifica les dades a Wikidata |
|        | cabana de Petxo                             | Àger     | cabana       |               | 42° 01′ 51″ N, 0° 51′ 15″ E / 42.0307857813202°N,0.854148563185336°E          |           |                     | Modifica les dades a Wikidata |
|        | cabana de Rinza                             | Àger     | cabana       |               | 41° 59′ 55″ N, 0° 44′ 56″ E / 41.9986696934366°N,0.748824353326645°E          |           |                     | Modifica les dades a Wikidata |
|        | cabana de Roger                             | Àger     | cabana       |               | 41° 59′ 12″ N, 0° 45′ 37″ E / 41.986683235487°N,0.760352420970433°E           |           |                     | Modifica les dades a Wikidata |
|        | cabana de Samarró                           | Àger     | cabana       |               | 41° 59′ 49″ N, 0° 44′ 54″ E / 41.9970739081416°N,0.748276963674854°E          |           |                     | Modifica les dades a Wikidata |
|        | cabana de Sarrador                          | Àger     | cabana       |               | 41° 59′ 33″ N, 0° 46′ 17″ E / 41.9925902757041°N,0.771408746720272°E          |           |                     | Modifica les dades a Wikidata |
|        | cabana de Sarrano                           | Àger     | cabana       |               | 41° 59′ 52″ N, 0° 44′ 45″ E / 41.9976674023089°N,0.745937959217783°E          |           |                     | Modifica les dades a Wikidata |
|        | cabana de Sereno                            | Àger     | cabana       |               | 41° 59′ 57″ N, 0° 44′ 58″ E / 41.9991615890057°N,0.74956764287533°E           |           |                     | Modifica les dades a Wikidata |
|        | cabana de Serral                            | Àger     | cabana       |               | 42° 02′ 02″ N, 0° 50′ 10″ E / 42.0337590994526°N,0.836000664621215°E          |           |                     | Modifica les dades a Wikidata |
|        | cabana de Siguirí                           | Àger     | cabana       |               | 41° 58′ 12″ N, 0° 47′ 34″ E / 41.969891404775°N,0.792643810867428°E           |           |                     | Modifica les dades a Wikidata |
|        | cabana de Vicent                            | Àger     | cabana       |               | 41° 58′ 57″ N, 0° 43′ 42″ E / 41.9824402574603°N,0.728224924482743°E          |           |                     | Modifica les dades a Wikidata |
|        | cabana de Xinco                             | Àger     | cabana       |               | 41° 58′ 20″ N, 0° 46′ 57″ E / 41.9721706091266°N,0.78240340188827°E           |           |                     | Modifica les dades a Wikidata |
|        | cabana de la Plana d'en Lluís               | Àger     | cabana       |               | 42° 03′ 26″ N, 0° 41′ 11″ E / 42.0570921419074°N,0.686423077991853°E          |           |                     | Modifica les dades a Wikidata |
|        | cabana de la Planta del Pont d'Àger de Xixí | Àger     | cabana       |               | 42° 01′ 50″ N, 0° 52′ 33″ E / 42.0306222306021°N,0.875849093542712°E          |           |                     | Modifica les dades a Wikidata |
|        | cabana de la Planta del Rei                 | Àger     | cabana       |               | 42° 00′ 38″ N, 0° 51′ 22″ E / 42.0104950931059°N,0.856062711430774°E          |           |                     | Modifica les dades a Wikidata |
|        | cabana del Barranc del Mig                  | Àger     | cabana       |               | 42° 03′ 44″ N, 0° 40′ 43″ E / 42.062229473207°N,0.678598464065995°E           |           |                     | Modifica les dades a Wikidata |
|        | cabana del Gulló                            | Àger     | cabana       |               | 41° 58′ 14″ N, 0° 46′ 15″ E / 41.9705591207866°N,0.770813522220203°E          |           |                     | Modifica les dades a Wikidata |
|        | cabana del Jaume                            | Àger     | cabana       |               | 42° 01′ 50″ N, 0° 50′ 46″ E / 42.030424210189°N,0.84620534382697°E            |           |                     | Modifica les dades a Wikidata |
|        | cabana del Montsec de Calafí                | Àger     | cabana       |               | 42° 02′ 08″ N, 0° 49′ 00″ E / 42.0354202158494°N,0.816724189561386°E          |           |                     | Modifica les dades a Wikidata |
|        | cabana del Músic                            | Àger     | cabana       |               | 42° 00′ 44″ N, 0° 44′ 44″ E / 42.0122480617027°N,0.745483353502448°E          |           |                     | Modifica les dades a Wikidata |
|        | cabana del Pere                             | Àger     | cabana       |               | 41° 58′ 57″ N, 0° 43′ 05″ E / 41.9825420735346°N,0.717925245491732°E          |           |                     | Modifica les dades a Wikidata |
|        | cabana del Raval                            | Àger     | cabana       |               | 41° 58′ 24″ N, 0° 40′ 25″ E / 41.9733596715375°N,0.673707853362042°E          |           |                     | Modifica les dades a Wikidata |
|        | cabana del Ros                              | Àger     | cabana       |               | 41° 58′ 54″ N, 0° 43′ 28″ E / 41.9816812397269°N,0.724461860871232°E          |           |                     | Modifica les dades a Wikidata |
|        | cabana del Tonyol                           | Àger     | cabana       |               | 42° 02′ 40″ N, 0° 41′ 41″ E / 42.0444794743268°N,0.694698099714731°E          |           |                     | Modifica les dades a Wikidata |
|        | cabana del Xec                              | Àger     | cabana       |               | 41° 57′ 12″ N, 0° 41′ 42″ E / 41.9534656735669°N,0.695135117220527°E          |           |                     | Modifica les dades a Wikidata |
|        | corral d'Aguilar                            | Àger     | cabana       |               | 42° 02′ 09″ N, 0° 49′ 42″ E / 42.0359002789331°N,0.828256806483842°E          |           |                     | Modifica les dades a Wikidata |
|        | corral de Calundo                           | Àger     | cabana       |               | 42° 01′ 36″ N, 0° 46′ 58″ E / 42.0266826054786°N,0.782816058542714°E          |           |                     | Modifica les dades a Wikidata |
|        | corral de Climent                           | Àger     | cabana       |               | 42° 01′ 20″ N, 0° 45′ 07″ E / 42.0222902692447°N,0.751940420244845°E          |           |                     | Modifica les dades a Wikidata |
|        | corral de Gabrieló                          | Àger     | cabana       |               | 42° 02′ 06″ N, 0° 45′ 24″ E / 42.035012160923°N,0.75665614240405°E            |           |                     | Modifica les dades a Wikidata |
|        | corral de Massierol                         | Àger     | cabana       |               | 42° 01′ 28″ N, 0° 46′ 01″ E / 42.0243772717218°N,0.767037287983143°E          |           |                     | Modifica les dades a Wikidata |
|        | corral de Rabal                             | Àger     | cabana       |               | 42° 01′ 43″ N, 0° 41′ 10″ E / 42.0286070734054°N,0.685995215790757°E          |           |                     | Modifica les dades a Wikidata |
|        | corral de Saurí                             | Àger     | cabana       |               | 41° 59′ 12″ N, 0° 42′ 48″ E / 41.9865776433999°N,0.713447504117273°E          |           |                     | Modifica les dades a Wikidata |
|        | corral de Veleta                            | Àger     | cabana       |               | 42° 02′ 35″ N, 0° 42′ 30″ E / 42.0429690229553°N,0.708308553809131°E          |           |                     | Modifica les dades a Wikidata |
|        | corral de l'Andal                           | Àger     | cabana       |               | 41° 58′ 28″ N, 0° 41′ 33″ E / 41.9743697485512°N,0.692510514612582°E          |           |                     | Modifica les dades a Wikidata |
|        | corral de l'Andreu                          | Àger     | cabana       |               | 42° 01′ 24″ N, 0° 41′ 28″ E / 42.0233682600245°N,0.691040686810584°E          |           |                     | Modifica les dades a Wikidata |
|        | corral de la Planta de Xetó                 | Àger     | cabana       |               | 42° 01′ 00″ N, 0° 51′ 33″ E / 42.0166394917159°N,0.859080810067817°E          |           |                     | Modifica les dades a Wikidata |
|        | corral de la Tresona                        | Àger     | cabana       |               | 41° 57′ 20″ N, 0° 40′ 56″ E / 41.9556086719349°N,0.682148009833269°E          |           |                     | Modifica les dades a Wikidata |
|        | corral del Batlle                           | Àger     | cabana       |               | 42° 03′ 10″ N, 0° 40′ 42″ E / 42.0527041534533°N,0.67829301573994°E           |           |                     | Modifica les dades a Wikidata |
|        | corral del Bonico                           | Àger     | cabana       |               | 42° 02′ 07″ N, 0° 49′ 42″ E / 42.0352349549526°N,0.828315709706026°E          |           |                     | Modifica les dades a Wikidata |
|        | corral del Codó                             | Àger     | cabana       |               | 42° 01′ 08″ N, 0° 51′ 28″ E / 42.0189950801579°N,0.857902717292776°E          |           |                     | Modifica les dades a Wikidata |
|        | corral del Jordi                            | Àger     | cabana       |               | 42° 02′ 05″ N, 0° 44′ 32″ E / 42.034727967486°N,0.74216989836448°E            |           |                     | Modifica les dades a Wikidata |
|        | corral del Mas                              | Àger     | cabana       |               | 42° 02′ 38″ N, 0° 41′ 45″ E / 42.0438523856889°N,0.695759833091018°E          |           |                     | Modifica les dades a Wikidata |
|        | corral del Músic                            | Àger     | cabana       |               | 42° 01′ 18″ N, 0° 45′ 51″ E / 42.0217296278506°N,0.764267518123087°E          |           |                     | Modifica les dades a Wikidata |
|        | corral del Panyello                         | Àger     | cabana       |               | 42° 02′ 50″ N, 0° 42′ 22″ E / 42.0473542419779°N,0.706024318798986°E          |           |                     | Modifica les dades a Wikidata |
|        | corral del Setalo                           | Àger     | cabana       |               | 42° 01′ 17″ N, 0° 46′ 54″ E / 42.0213368499232°N,0.781612925191758°E          |           |                     | Modifica les dades a Wikidata |
|        | corrals de Montsec                          | Àger     | cabana       |               | 42° 02′ 40″ N, 0° 43′ 56″ E / 42.044436887556°N,0.73216036683427°E            |           |                     | Modifica les dades a Wikidata |
|        | era de la Planta del Rei                    | Àger     | cabana       |               | 42° 00′ 39″ N, 0° 51′ 23″ E / 42.0107972903814°N,0.856330304007053°E          |           |                     | Modifica les dades a Wikidata |
|        | era del Viudà                               | Àger     | cabana       |               | 42° 01′ 45″ N, 0° 41′ 15″ E / 42.0292786348035°N,0.687589463650899°E          |           |                     | Modifica les dades a Wikidata |
|        | los Corrals                                 | Àger     | cabana       |               | 41° 59′ 31″ N, 0° 40′ 34″ E / 41.99198156143°N,0.67607843871601°E             |           |                     | Modifica les dades a Wikidata |

## casa
| imatge | Nom                       | Ubicat a | instància de | Detalls                     | coordenades                                                   | Protecció                                  | Commons (més fotos)       | Dades a WD                    |
| ------ | ------------------------- | -------- | ------------ | --------------------------- | ------------------------------------------------------------- | ------------------------------------------ | ------------------------- | ----------------------------- |
|        | Ca la Coquina             | Agulló   | casa         | Estil: arquitectura popular | 42° 00′ 22″ N, 0° 43′ 09″ E / 42.006248°N,0.719169°E 667 msnm | bé integrant del patrimoni cultural català |                           | Modifica les dades a Wikidata |
|        | Casa Casterésvella        | Àger     | casa         | Estil: arquitectura popular | 42° 00′ 21″ N, 0° 43′ 12″ E / 42.005958°N,0.71992°E           | bé integrant del patrimoni cultural català | Casa Casterésvella        | Modifica les dades a Wikidata |
|        | Casa Chaparró             | Àger     | casa         | Estil: arquitectura popular | 41° 59′ 56″ N, 0° 45′ 45″ E / 41.999005°N,0.762459°E          | bé integrant del patrimoni cultural català | Casa Chaparró             | Modifica les dades a Wikidata |
|        | Casa Colundo              | Àger     | casa         | Estil: arquitectura popular | 41° 59′ 59″ N, 0° 45′ 47″ E / 41.999672°N,0.763154°E          | bé integrant del patrimoni cultural català | Casa Colundo              | Modifica les dades a Wikidata |
|        | Casa de Gaspar de Portolà | Àger     | casa         | Estil: arquitectura popular | 41° 59′ 56″ N, 0° 45′ 46″ E / 41.998982°N,0.762671°E          | bé integrant del patrimoni cultural català | Casa de Gaspar de Portolà | Modifica les dades a Wikidata |

## castell
| imatge | Nom                            | Ubicat a | instància de                      | Detalls                                                       | coordenades | Protecció                                            | Commons (més fotos)                       | Dades a WD                    |
| ------ | ------------------------------ | -------- | --------------------------------- | ------------------------------------------------------------- | --- | ---------------------------------------------------- | ----------------------------------------- | ----------------------------- |
|        | Castell d'Escumó               | Àger     | castell edifici històric          | Estat: ruïnós                                                 | 42° 01′ 23″ N, 0° 51′ 15″ E / 42.023102°N,0.854284°E 875 msnm                                                                          |                                                      |                                           | Modifica les dades a Wikidata |
|        | Castell de Claramunt           | Àger     | castell                           | Estil: arquitectura romànica                                  | 42° 01′ 55″ N, 0° 42′ 08″ E / 42.0319°N,0.702094°E 878 msnm                                                                            |                                                      |                                           | Modifica les dades a Wikidata |
|        | Castell de Corçà               | Àger     | castell                           |                                                               | 42° 01′ 49″ N, 0° 41′ 10″ E / 42.030218°N,0.686101°E ca:Al nucli de Corçà 715 msnm                                                     | bé d'interès cultural bé cultural d'interès nacional | Castell de Corçà                          | Modifica les dades a Wikidata |
|        | Castell de Pedra               | Àger     | castell edifici històric          | Estat: enderrocat o destruït                                  | 42° 01′ 40″ N, 0° 45′ 35″ E / 42.027889°N,0.759637°E                                                                                   |                                                      |                                           | Modifica les dades a Wikidata |
|        | Castell de Sant Llorenç d'Ares | Àger     | castell                           | Estil: arquitectura romànica 11st century                     | 42° 02′ 35″ N, 0° 41′ 39″ E / 42.043183°N,0.694272°E ca:A la dreta del barranc de la Pardina, al peu del serrat de la Corona 1065 msnm | bé d'interès cultural bé cultural d'interès nacional | Castell de Sant Llorenç d'Ares            | Modifica les dades a Wikidata |
|        | Castell de Sant Miquel         | Àger     | castell                           | Estat: ruïnós                                                 | 42° 01′ 45″ N, 0° 52′ 44″ E / 42.029231411411°N,0.87885962000247°E 498 msnm                                                            |                                                      |                                           | Modifica les dades a Wikidata |
|        | Castell de la Pertusa          | Àger     | castell                           | Estat: enderrocat o destruït                                  | 42° 02′ 39″ N, 0° 40′ 24″ E / 42.044102°N,0.673204°E 680 msnm                                                                          |                                                      |                                           | Modifica les dades a Wikidata |
|        | Castell de la Règola           | Àger     | castell                           |                                                               | 41° 59′ 43″ N, 0° 47′ 35″ E / 41.99521°N,0.793143°E ca:Sense restes                                                                    | bé d'interès cultural bé cultural d'interès nacional | La Règola                                 | Modifica les dades a Wikidata |
|        | Castellet de Montsor           | Àger     | castell                           |                                                               | 42° 01′ 19″ N, 0° 46′ 40″ E / 42.021912020389°N,0.77764916494393°E 840 msnm                                                            |                                                      |                                           | Modifica les dades a Wikidata |
|        | Sant Pere d'Àger               | Àger     | castell església edifici històric | Estil: arquitectura romànica arquitectura gòtica 10th century | 41° 59′ 59″ N, 0° 45′ 46″ E / 41.999806°N,0.762736°E ca:Al nucli d'Ager 629 msnm                                                       | bé d'interès cultural bé cultural d'interès nacional | Castell i col·legiata de Sant Pere d'Àger | Modifica les dades a Wikidata |
|        | castell d'Àger                 | Àger     | castell                           |                                                               | 41° 59′ 59″ N, 0° 45′ 44″ E / 41.9998°N,0.762319°E 638 msnm                                                                            |                                                      | Castell i col·legiata de Sant Pere d'Àger | Modifica les dades a Wikidata |
|        | les Torres de Cas              | Àger     | castell                           | 11st century                                                  | 41° 58′ 12″ N, 0° 47′ 35″ E / 41.969865°N,0.792952°E ca:A llevant de la Serra de Montclús, Ager 901 msnm                               | bé d'interès cultural bé cultural d'interès nacional | Les Torres de Cas                         | Modifica les dades a Wikidata |
|        | lo Castellet                   | Àger     | castell                           |                                                               | 42° 01′ 51″ N, 0° 43′ 42″ E / 42.0309321387504°N,0.728430895783259°E 948 msnm                                                          |                                                      |                                           | Modifica les dades a Wikidata |

## collada
| imatge | Nom           | Ubicat a                                    | instància de | Detalls | coordenades                                                          | Protecció | Commons (més fotos)            | Dades a WD                    |
| ------ | ------------- | ------------------------------------------- | ------------ | ------- | -------------------------------------------------------------------- | --------- | ------------------------------ | ----------------------------- |
|        | Coll d'Ares   | Sant Esteve de la Sarga Àger                | collada      |         | 42° 03′ 09″ N, 0° 44′ 37″ E / 42.05252778°N,0.74358333°E 1495.6 msnm |           |                                | Modifica les dades a Wikidata |
|        | Pas de l'Osca | Castell de Mur Sant Esteve de la Sarga Àger | collada      |         | 42° 02′ 24″ N, 0° 50′ 12″ E / 42.04001°N,0.836659°E 1349 msnm        |           | Pas de l'Osca (Montsec d'Ares) | Modifica les dades a Wikidata |
|        | Pas del Llop  | Sant Esteve de la Sarga Àger                | collada      |         | 42° 02′ 28″ N, 0° 48′ 39″ E / 42.041°N,0.810972°E 1611.7 msnm        |           |                                | Modifica les dades a Wikidata |
|        | lo Pas Gran   | Castell de Mur Àger                         | collada      |         | 42° 02′ 16″ N, 0° 50′ 49″ E / 42.0377°N,0.846833°E 1376 msnm         |           |                                | Modifica les dades a Wikidata |

## cova
| imatge | Nom                       | Ubicat a | instància de | Detalls | coordenades                                                          | Protecció | Commons (més fotos) | Dades a WD                    |
| ------ | ------------------------- | -------- | ------------ | ------- | -------------------------------------------------------------------- | --------- | ------------------- | ----------------------------- |
|        | Celler del Barranc Fosc   | Àger     | cova         |         | 41° 57′ 52″ N, 0° 42′ 53″ E / 41.9644491447789°N,0.714758186527536°E |           |                     | Modifica les dades a Wikidata |
|        | Conclues de Millà         | Àger     | cova         |         | 42° 00′ 58″ N, 0° 39′ 41″ E / 42.016042552091°N,0.661500509891923°E  |           |                     | Modifica les dades a Wikidata |
|        | Cova Llarga               | Àger     | cova         |         | 42° 01′ 56″ N, 0° 47′ 20″ E / 42.032213143819°N,0.7889294610323°E    |           |                     | Modifica les dades a Wikidata |
|        | Cova Negra de Corçà       | Àger     | cova         |         | 42° 04′ 07″ N, 0° 41′ 00″ E / 42.0685095744366°N,0.683204215357333°E |           |                     | Modifica les dades a Wikidata |
|        | Forat Fred                | Àger     | cova         |         | 42° 01′ 42″ N, 0° 51′ 50″ E / 42.0284362362406°N,0.863854754993564°E |           |                     | Modifica les dades a Wikidata |
|        | Forat del Caco            | Àger     | cova         |         | 41° 56′ 35″ N, 0° 41′ 23″ E / 41.943127902836°N,0.689813963177352°E  |           |                     | Modifica les dades a Wikidata |
|        | Forat dels Faisans        | Àger     | cova         |         | 42° 03′ 07″ N, 0° 43′ 11″ E / 42.0518970423931°N,0.719768938666442°E |           |                     | Modifica les dades a Wikidata |
|        | cova d'en Rossell         | Àger     | cova         |         | 42° 02′ 06″ N, 0° 47′ 06″ E / 42.0349368894342°N,0.784933043502167°E |           |                     | Modifica les dades a Wikidata |
|        | cova de Gastó             | Àger     | cova         |         | 42° 02′ 20″ N, 0° 43′ 31″ E / 42.0387704139312°N,0.725409216215734°E |           |                     | Modifica les dades a Wikidata |
|        | cova de Glorieta          | Àger     | cova         |         | 41° 59′ 11″ N, 0° 46′ 40″ E / 41.9864885840715°N,0.777669340486544°E |           |                     | Modifica les dades a Wikidata |
|        | cova de Miquel de Quelo   | Àger     | cova         |         | 42° 02′ 24″ N, 0° 44′ 50″ E / 42.0399376642433°N,0.747138059709858°E |           |                     | Modifica les dades a Wikidata |
|        | cova de Montardit         | Àger     | cova         |         | 42° 02′ 24″ N, 0° 47′ 31″ E / 42.0399466272106°N,0.792068190092638°E |           |                     | Modifica les dades a Wikidata |
|        | cova de Portolà           | Àger     | cova         |         | 42° 01′ 47″ N, 0° 46′ 17″ E / 42.0296406327173°N,0.771406921771168°E |           |                     | Modifica les dades a Wikidata |
|        | cova de Tarneta           | Àger     | cova         |         | 42° 01′ 34″ N, 0° 41′ 20″ E / 42.0260561626029°N,0.689010798114699°E |           |                     | Modifica les dades a Wikidata |
|        | cova de Tomasó            | Àger     | cova         |         | 42° 02′ 09″ N, 0° 47′ 35″ E / 42.0358388388958°N,0.792947362647565°E |           |                     | Modifica les dades a Wikidata |
|        | cova de l'Andorrà         | Àger     | cova         |         | 42° 01′ 38″ N, 0° 50′ 57″ E / 42.0272594734467°N,0.849073245622301°E |           |                     | Modifica les dades a Wikidata |
|        | cova de l'Esquerrer       | Àger     | cova         |         | 42° 03′ 35″ N, 0° 41′ 28″ E / 42.0597598441074°N,0.690991007737294°E |           |                     | Modifica les dades a Wikidata |
|        | cova de l'Onso            | Àger     | cova         |         | 42° 01′ 48″ N, 0° 46′ 05″ E / 42.0300175590399°N,0.768096061779609°E |           |                     | Modifica les dades a Wikidata |
|        | cova de la Paret          | Àger     | cova         |         | 42° 03′ 37″ N, 0° 41′ 26″ E / 42.0602299971143°N,0.690635582684816°E |           |                     | Modifica les dades a Wikidata |
|        | cova de la Tonya          | Àger     | cova         |         | 42° 03′ 32″ N, 0° 40′ 31″ E / 42.0588023522614°N,0.675242926656091°E |           |                     | Modifica les dades a Wikidata |
|        | cova del Biot del Paraire | Àger     | cova         |         | 41° 59′ 23″ N, 0° 40′ 08″ E / 41.9898063402746°N,0.668919917979101°E |           |                     | Modifica les dades a Wikidata |
|        | cova del Biot del Peraire | Àger     | cova         |         | 41° 59′ 23″ N, 0° 40′ 08″ E / 41.9898063402746°N,0.668919917979101°E |           |                     | Modifica les dades a Wikidata |
|        | cova del Corral de Sauri  | Àger     | cova         |         | 41° 59′ 05″ N, 0° 39′ 21″ E / 41.9846109964935°N,0.655711018805294°E |           |                     | Modifica les dades a Wikidata |
|        | cova del Coscó            | Àger     | cova         |         | 42° 02′ 03″ N, 0° 50′ 00″ E / 42.0341123831222°N,0.833246452873373°E |           |                     | Modifica les dades a Wikidata |
|        | cova del Lliró            | Àger     | cova         |         | 42° 01′ 26″ N, 0° 52′ 21″ E / 42.0238304769243°N,0.872379300637346°E |           |                     | Modifica les dades a Wikidata |
|        | cova del Petit            | Àger     | cova         |         | 42° 02′ 03″ N, 0° 49′ 40″ E / 42.0342263414465°N,0.827842690175489°E |           |                     | Modifica les dades a Wikidata |
|        | cova del Roig             | Àger     | cova         |         | 42° 01′ 54″ N, 0° 48′ 47″ E / 42.0315880661988°N,0.813171066198575°E |           |                     | Modifica les dades a Wikidata |
|        | cova del Xipreste         | Àger     | cova         |         | 42° 01′ 40″ N, 0° 50′ 47″ E / 42.027774857477°N,0.846301833437205°E  |           |                     | Modifica les dades a Wikidata |
|        | cova dels Sants           | Àger     | cova         |         | 42° 01′ 36″ N, 0° 49′ 33″ E / 42.026740017567°N,0.825814767060884°E  |           |                     | Modifica les dades a Wikidata |
|        | coves de Ferreró          | Àger     | cova         |         | 41° 56′ 58″ N, 0° 42′ 12″ E / 41.9495245879229°N,0.703396337238653°E |           |                     | Modifica les dades a Wikidata |
|        | coves de Gareu            | Àger     | cova         |         | 42° 01′ 51″ N, 0° 44′ 30″ E / 42.0307542562713°N,0.741773057011726°E |           |                     | Modifica les dades a Wikidata |
|        | coves de Llorenç          | Àger     | cova         |         | 41° 58′ 10″ N, 0° 40′ 34″ E / 41.9695191428218°N,0.676176771109808°E |           |                     | Modifica les dades a Wikidata |
|        | coves de Ventura          | Àger     | cova         |         | 41° 58′ 06″ N, 0° 42′ 04″ E / 41.9683745856041°N,0.701174389154171°E |           |                     | Modifica les dades a Wikidata |
|        | los Grallers              | Àger     | cova         |         | 42° 02′ 26″ N, 0° 41′ 55″ E / 42.0404776924268°N,0.698575969244075°E |           |                     | Modifica les dades a Wikidata |

## curs d'aigua
| imatge | Nom                 | Ubicat a                                                      | instància de | Detalls                                      | coordenades                                                                                                  | Protecció | Commons (més fotos) | Dades a WD                    |
| ------ | ------------------- | ------------------------------------------------------------- | ------------ | -------------------------------------------- | --- | --------- | ------------------- | ----------------------------- |
|        | Noguera Pallaresa   | Vall d'Aran Pallars Sobirà Pallars Jussà Noguera              | curs d'aigua | Desemboca: Segre Llarg: 154km Conca: 2820km² | 41° 54′ 23″ N, 0° 53′ 24″ E / 41.9064°N,0.8901°E 42° 42′ 43″ N, 0° 56′ 58″ E / 42.71185°N,0.94951944444444°E |           | Noguera Pallaresa   | Modifica les dades a Wikidata |
|        | Noguera Ribagorçana | Vall d'Aran Alta Ribagorça Pallars Jussà Noguera Segrià Aragó | curs d'aigua | Desemboca: Segre Llarg: 133km                | 42° 37′ 36″ N, 0° 42′ 21″ E / 42.6267°N,0.7058°E 41° 40′ 29″ N, 0° 42′ 22″ E / 41.6747°N,0.7061°E            |           | Noguera Ribagorçana | Modifica les dades a Wikidata |
|        | barranc de Marcó    | Àger Camarasa                                                 | curs d'aigua | Llarg: 5.5km                                 | 42° 13′ 39″ N, 0° 50′ 14″ E / 42.2274°N,0.837356°E                                                           |           |                     | Modifica les dades a Wikidata |

## embassament
| imatge | Nom               | Ubicat a                                                   | instància de     | Detalls                                          | coordenades                                                                           | Protecció | Commons (més fotos) | Dades a WD                    |
| ------ | ----------------- | ---------------------------------------------------------- | ---------------- | ------------------------------------------------ | ------------------------------------------------------------------------------------- | --------- | ------------------- | ----------------------------- |
|        | pantà de Camarasa | Àger Vilanova de Meià Camarasa les Avellanes i Santa Linya | embassament      | Superfície: 624ha Volum: 163.4hm³ Conca: 2850km² | 41° 54′ 29″ N, 0° 53′ 13″ E / 41.90806°N,0.886862°E 336 msnm                          |           | Pantà de Camarasa   | Modifica les dades a Wikidata |
|        | pantà de Canelles | Ribagorça Os de Balaguer Àger Sant Esteve de la Sarga      | embassament llac | Superfície: 1569ha Volum: 688hm³ Conca: 1628km²  | 41° 58′ 43″ N, 0° 36′ 44″ E / 41.97861111°N,0.61222222°E Noguera Ribagorçana 506 msnm |           | Canelles Reservoir  | Modifica les dades a Wikidata |

## entitat singular de població
| imatge | Nom                     | Ubicat a | instància de                                   | Detalls | coordenades                                                                   | Protecció | Commons (més fotos) | Dades a WD                    |
| ------ | ----------------------- | -------- | ---------------------------------------------- | ------- | ----------------------------------------------------------------------------- | --------- | ------------------- | ----------------------------- |
|        | Agulló                  | Àger     | entitat singular de població                   | 36 hab  | 42° 00′ 21″ N, 0° 43′ 12″ E / 42.005967°N,0.720087°E 673 msnm                 |           | Agulló (Àger)       | Modifica les dades a Wikidata |
|        | Corçà                   | Àger     | entitat singular de població                   | 25 hab  | 42° 01′ 47″ N, 0° 41′ 09″ E / 42.02982778°N,0.68594472°E 694 msnm             |           | Corçà (Àger)        | Modifica les dades a Wikidata |
|        | Fontdepou               | Àger     | entitat singular de població                   | 14 hab  | 41° 57′ 40″ N, 0° 45′ 27″ E / 41.961024°N,0.757538°E 828 msnm                 |           | Fontdepou           | Modifica les dades a Wikidata |
|        | Millà                   | Àger     | entitat singular de població                   | 8 hab   | 41° 59′ 54″ N, 0° 42′ 00″ E / 41.99846667°N,0.69990833°E 739 msnm             |           | Millà (Àger)        | Modifica les dades a Wikidata |
|        | Sant Josep de Fontdepou | Àger     | entitat singular de població                   | 73 hab  | 41° 57′ 58″ N, 0° 45′ 12″ E / 41.9660663450728°N,0.753327795811861°E 832 msnm |           |                     | Modifica les dades a Wikidata |
|        | Vilamajor               | Àger     | entitat singular de població                   | 20 hab  | 41° 56′ 14″ N, 0° 44′ 43″ E / 41.937222°N,0.745278°E 596 msnm                 |           | Vilamajor (Àger)    | Modifica les dades a Wikidata |
|        | els Masos de Millà      | Àger     | entitat singular de població                   | 7 hab   | 41° 58′ 05″ N, 0° 41′ 30″ E / 41.96794194°N,0.69178611°E 799 msnm             |           | Els Masos de Millà  | Modifica les dades a Wikidata |
|        | la Règola               | Àger     | entitat singular de població                   | 29 hab  | 41° 59′ 43″ N, 0° 47′ 39″ E / 41.995215254024°N,0.79427321825902°E 507 msnm   |           | La Règola           | Modifica les dades a Wikidata |
|        | Àger                    | Àger     | entitat singular de població capital municipal | 396 hab | 42° 00′ 00″ N, 0° 46′ 00″ E / 42°N,0.76667°E 629 msnm                         |           |                     | Modifica les dades a Wikidata |

## església
| imatge | Nom                                               | Ubicat a | instància de     | Detalls                                                      | coordenades                                                                                         | Protecció                                            | Commons (més fotos)          | Dades a WD                    |
| ------ | ------------------------------------------------- | -------- | ---------------- | ------------------------------------------------------------ | --------------------------------------------------------------------------------------------------- | ---------------------------------------------------- | ---------------------------- | ----------------------------- |
|        | Castell i capella de la Mare de Déu de la Pertusa | Àger     | església castell | Estil: arquitectura romànica Llarg: 10m Ample: 4.4m          | 42° 02′ 39″ N, 0° 40′ 21″ E / 42.044169°N,0.672615°E 572 msnm                                       | bé integrant del patrimoni cultural català           | Mare de Déu de la Pertusa    | Modifica les dades a Wikidata |
|        | Ermita de Santa Elena                             | Àger     | església         | Estil: arquitectura popular                                  | 42° 00′ 17″ N, 0° 44′ 28″ E / 42.004649°N,0.741142°E                                                | bé integrant del patrimoni cultural català           | Ermita de Santa Elena d'Àger | Modifica les dades a Wikidata |
|        | Mare de Déu de Colobor                            | Àger     | església         |                                                              | 42° 01′ 58″ N, 0° 47′ 20″ E / 42.0327°N,0.788752°E                                                  |                                                      |                              | Modifica les dades a Wikidata |
|        | Mare de Déu de Corçà                              | Àger     | església         | Estil: arquitectura popular                                  | 42° 01′ 47″ N, 0° 41′ 09″ E / 42.029642°N,0.685882°E                                                | bé integrant del patrimoni cultural català           | Mare de Déu de Corçà         | Modifica les dades a Wikidata |
|        | Mare de Déu de Pedra                              | Àger     | església         |                                                              | 42° 01′ 40″ N, 0° 45′ 35″ E / 42.0277°N,0.7598°E 1075 msnm                                          | bé integrant del patrimoni cultural català           | Mare de Déu de Pedra         | Modifica les dades a Wikidata |
|        | Mare de Déu de la Pertusa                         | Àger     | església         |                                                              | 42° 02′ 39″ N, 0° 40′ 21″ E / 42.0441933721572°N,0.672501629523986°E 674 msnm                       |                                                      |                              | Modifica les dades a Wikidata |
|        | Sant Bartomeu de Claramunt                        | Àger     | església         | Estat: enderrocat o destruït                                 | 42° 01′ 35″ N, 0° 42′ 10″ E / 42.0264227499087°N,0.702779305752339°E Castell de Claramunt           |                                                      |                              | Modifica les dades a Wikidata |
|        | Sant Jaume de Cas                                 | Àger     | església         | Estil: arquitectura romànica                                 | 41° 58′ 12″ N, 0° 47′ 38″ E / 41.969901°N,0.793928°E 895 msnm                                       | bé integrant del patrimoni cultural català           | Sant Jaume de Cas            | Modifica les dades a Wikidata |
|        | Sant Josep de Fontdepou                           | Àger     | església         | Estil: arquitectura popular 11st century                     | 41° 57′ 43″ N, 0° 45′ 25″ E / 41.96198°N,0.757061°E ca:A l'entrada del nucli de Fontdepou 822 msnm  | bé integrant del patrimoni cultural català           | Sant Josep de Fontdepou      | Modifica les dades a Wikidata |
|        | Sant Llobí                                        | Àger     | església         |                                                              | 41° 59′ 21″ N, 0° 42′ 43″ E / 41.9892557104977°N,0.711806443356845°E 851 msnm                       |                                                      |                              | Modifica les dades a Wikidata |
|        | Sant Llorenç de la Roca                           | Àger     | església         | 11st century                                                 | 42° 02′ 35″ N, 0° 41′ 40″ E / 42.0430799737679°N,0.694519162240341°E                                |                                                      |                              | Modifica les dades a Wikidata |
|        | Sant Miquel de Mallabecs                          | Àger     | església         | Estat: enderrocat o destruït                                 | 42° 02′ 00″ N, 0° 49′ 26″ E / 42.0333475438016°N,0.823765385886407°E 1180 msnm                      |                                                      |                              | Modifica les dades a Wikidata |
|        | Sant Pere Màrtir d'Agulló                         | Agulló   | església         | Estil: arquitectura popular 17th century                     | 42° 00′ 50″ N, 0° 43′ 05″ E / 42.013798°N,0.717988°E ca:Agulló 675 msnm                             | bé integrant del patrimoni cultural català           | Sant Pere Màrtir d'Agulló    | Modifica les dades a Wikidata |
|        | Sant Pere Regalat                                 | Àger     | església         |                                                              | 42° 01′ 28″ N, 0° 44′ 57″ E / 42.0243794187179°N,0.749173314827465°E ca:Torre del Negre 830 msnm    |                                                      |                              | Modifica les dades a Wikidata |
|        | Sant Pere de Millà                                | Àger     | església         | Estil: arquitectura neoclàssica                              | 41° 59′ 55″ N, 0° 42′ 00″ E / 41.998735°N,0.700039°E                                                | bé cultural d'interès local                          | Sant Pere de Millà           | Modifica les dades a Wikidata |
|        | Sant Romà                                         | Àger     | església         |                                                              | 41° 58′ 08″ N, 0° 41′ 33″ E / 41.968899973334°N,0.69260599589325°E ca:Els Masos de Millà 807 msnm   |                                                      |                              | Modifica les dades a Wikidata |
|        | Sant Vicenç d'Àger                                | Àger     | església         | Estil: arquitectura gòtica arquitectura barroca 14th century | 41° 59′ 56″ N, 0° 45′ 51″ E / 41.999008°N,0.764278°E ca:Carrer de Sant Vicenç 603 msnm              | bé d'interès cultural bé cultural d'interès nacional | Sant Vicenç d'Àger           | Modifica les dades a Wikidata |
|        | Santa Eugènia de la Règola                        | Àger     | església         |                                                              | 41° 59′ 20″ N, 0° 47′ 40″ E / 41.988915318517°N,0.79449082452268°E 633 msnm                         |                                                      |                              | Modifica les dades a Wikidata |
|        | Santa Maria de Claramunt                          | Àger     | església         | Estat: enderrocat o destruït                                 | 42° 01′ 55″ N, 0° 42′ 08″ E / 42.031998°N,0.702361°E 1018 msnm                                      |                                                      |                              | Modifica les dades a Wikidata |
|        | Santa Maria de Montlleó                           | Àger     | església         | Estat: ruïnós                                                | 41° 58′ 53″ N, 0° 44′ 16″ E / 41.9814770435262°N,0.737818791109904°E 968 msnm                       |                                                      |                              | Modifica les dades a Wikidata |
|        | Santa Maria del Pla                               | Àger     | església         | Estat: enderrocat o destruït                                 | 42° 00′ 14″ N, 0° 44′ 48″ E / 42.0037623346638°N,0.746749061758011°E ca:Masia de Serret 637 msnm    |                                                      |                              | Modifica les dades a Wikidata |
|        | capella del Mas de la Pedrona                     | Àger     | església capella | Estil: arquitectura popular                                  | 42° 00′ 42″ N, 0° 42′ 35″ E / 42.01172°N,0.70984°E                                                  | bé integrant del patrimoni cultural català           |                              | Modifica les dades a Wikidata |
|        | església parroquial de Sant Julià de la Régola    | Àger     | església         | Estil: arquitectura popular                                  | 41° 59′ 41″ N, 0° 47′ 34″ E / 41.994697°N,0.792858°E                                                | bé integrant del patrimoni cultural català           | Sant Julià de la Régola      | Modifica les dades a Wikidata |
|        | església parroquial de Sant Mateu d'Agulló        | Àger     | església         | Estil: arquitectura popular                                  | 42° 00′ 22″ N, 0° 43′ 13″ E / 42.00599°N,0.72027°E                                                  | bé integrant del patrimoni cultural català           | Sant Mateu d'Agulló          | Modifica les dades a Wikidata |
|        | la Trinitat de la Régola                          | Àger     | església         | Estil: arquitectura popular 11st century                     | 41° 59′ 53″ N, 0° 48′ 09″ E / 41.998064°N,0.80256°E ca:Carretera C-12, km 203,2, la Règola 481 msnm | bé integrant del patrimoni cultural català           | La Trinitat de la Régola     | Modifica les dades a Wikidata |

## font
| imatge | Nom                       | Ubicat a | instància de | Detalls | coordenades                                                          | Protecció | Commons (més fotos) | Dades a WD                    |
| ------ | ------------------------- | -------- | ------------ | ------- | -------------------------------------------------------------------- | --------- | ------------------- | ----------------------------- |
|        | Font-roja                 | Àger     | font         |         | 41° 58′ 07″ N, 0° 48′ 35″ E / 41.9684926214904°N,0.809677012985988°E |           |                     | Modifica les dades a Wikidata |
|        | font Blanca               | Àger     | font         |         | 41° 57′ 41″ N, 0° 47′ 26″ E / 41.9614925070823°N,0.790496421055936°E |           |                     | Modifica les dades a Wikidata |
|        | font d'Aimar              | Àger     | font         |         | 41° 57′ 17″ N, 0° 46′ 13″ E / 41.9546596441564°N,0.770149341731158°E |           |                     | Modifica les dades a Wikidata |
|        | font d'Escumó             | Àger     | font         |         | 42° 01′ 50″ N, 0° 51′ 21″ E / 42.0306051066271°N,0.855862839821006°E |           |                     | Modifica les dades a Wikidata |
|        | font d'en Lluís           | Àger     | font         |         | 42° 03′ 25″ N, 0° 41′ 09″ E / 42.057019433807°N,0.68579179631846°E   |           |                     | Modifica les dades a Wikidata |
|        | font de Batista           | Àger     | font         |         | 41° 57′ 22″ N, 0° 40′ 37″ E / 41.9562247596506°N,0.676985817138805°E |           |                     | Modifica les dades a Wikidata |
|        | font de Canals            | Àger     | font         |         | 41° 59′ 12″ N, 0° 42′ 47″ E / 41.9867779006424°N,0.713102340821424°E |           |                     | Modifica les dades a Wikidata |
|        | font de Cap d'Any         | Àger     | font         |         | 41° 59′ 31″ N, 0° 45′ 38″ E / 41.991860965626°N,0.76058719489273°E   |           |                     | Modifica les dades a Wikidata |
|        | font de Colobor           | Àger     | font         |         | 42° 02′ 01″ N, 0° 47′ 15″ E / 42.033591060823°N,0.787528705269487°E  |           |                     | Modifica les dades a Wikidata |
|        | font de Gabrieló          | Àger     | font         |         | 42° 02′ 09″ N, 0° 45′ 37″ E / 42.0359188221261°N,0.760363305379875°E |           |                     | Modifica les dades a Wikidata |
|        | font de Jaumet del Barbut | Àger     | font         |         | 42° 01′ 09″ N, 0° 46′ 14″ E / 42.019071596913°N,0.77050176464955°E   |           |                     | Modifica les dades a Wikidata |
|        | font de Lledonàs          | Àger     | font         |         | 41° 57′ 45″ N, 0° 41′ 48″ E / 41.9624415756065°N,0.696778340556612°E |           |                     | Modifica les dades a Wikidata |
|        | font de Menàrguens        | Àger     | font         |         | 42° 00′ 42″ N, 0° 46′ 33″ E / 42.0115911070458°N,0.775962087553099°E |           |                     | Modifica les dades a Wikidata |
|        | font de Millà             | Àger     | font         |         | 41° 59′ 51″ N, 0° 42′ 01″ E / 41.9975456006844°N,0.700317457082056°E |           |                     | Modifica les dades a Wikidata |
|        | font de Pedra             | Àger     | font         |         | 42° 01′ 19″ N, 0° 45′ 31″ E / 42.0218337565788°N,0.758526874249329°E |           |                     | Modifica les dades a Wikidata |
|        | font de Pedrol            | Àger     | font         |         | 42° 01′ 49″ N, 0° 51′ 52″ E / 42.0302833200131°N,0.864384784498293°E |           |                     | Modifica les dades a Wikidata |
|        | font de Quinquillà        | Àger     | font         |         | 41° 58′ 49″ N, 0° 43′ 03″ E / 41.9802057770039°N,0.71754431170168°E  |           |                     | Modifica les dades a Wikidata |
|        | font de Sant Miquel       | Àger     | font         |         | 42° 02′ 06″ N, 0° 49′ 15″ E / 42.0349644999731°N,0.820702172380924°E |           |                     | Modifica les dades a Wikidata |
|        | font de Tonelo            | Àger     | font         |         | 42° 01′ 30″ N, 0° 39′ 29″ E / 42.0248856899978°N,0.657939293069549°E |           |                     | Modifica les dades a Wikidata |
|        | font de Valldària         | Àger     | font         |         | 42° 01′ 31″ N, 0° 51′ 57″ E / 42.025385025415°N,0.86570115111295°E   |           |                     | Modifica les dades a Wikidata |
|        | font de Xen               | Àger     | font         |         | 41° 57′ 40″ N, 0° 46′ 52″ E / 41.9610964241626°N,0.781170711282147°E |           |                     | Modifica les dades a Wikidata |
|        | font de l'Hospital        | Àger     | font         |         | 42° 02′ 36″ N, 0° 44′ 29″ E / 42.0433814068185°N,0.741361990825394°E |           |                     | Modifica les dades a Wikidata |
|        | font de la Caldera        | Àger     | font         |         | 41° 58′ 43″ N, 0° 46′ 23″ E / 41.978596109162°N,0.77312182942258°E   |           |                     | Modifica les dades a Wikidata |
|        | font de la Creu           | Àger     | font         |         | 42° 01′ 07″ N, 0° 46′ 56″ E / 42.0185756221374°N,0.782264498753595°E |           |                     | Modifica les dades a Wikidata |
|        | font de la Madrina        | Àger     | font         |         | 42° 00′ 48″ N, 0° 43′ 30″ E / 42.0133275442033°N,0.724891438811989°E |           |                     | Modifica les dades a Wikidata |
|        | font de la Tonya          | Àger     | font         |         | 42° 02′ 09″ N, 0° 40′ 54″ E / 42.0357613109276°N,0.681712777086914°E |           |                     | Modifica les dades a Wikidata |
|        | font del Cinto            | Àger     | font         |         | 41° 59′ 39″ N, 0° 41′ 43″ E / 41.994170741757°N,0.69531469455885°E   |           |                     | Modifica les dades a Wikidata |
|        | font del Morralet         | Àger     | font         |         | 42° 02′ 28″ N, 0° 44′ 31″ E / 42.041027627989°N,0.74194677460766°E   |           |                     | Modifica les dades a Wikidata |
|        | font del Rajolí           | Àger     | font         |         | 42° 03′ 42″ N, 0° 40′ 40″ E / 42.0617643599542°N,0.677866121068892°E |           |                     | Modifica les dades a Wikidata |
|        | font del Salvador         | Àger     | font         |         | 42° 00′ 53″ N, 0° 43′ 06″ E / 42.0146015750909°N,0.718300559461011°E |           |                     | Modifica les dades a Wikidata |
|        | font del Saüc             | Àger     | font         |         | 41° 55′ 52″ N, 0° 44′ 15″ E / 41.931066392736°N,0.7373887593138°E    |           |                     | Modifica les dades a Wikidata |
|        | font del Trapa            | Àger     | font         |         | 42° 02′ 47″ N, 0° 41′ 44″ E / 42.0465059661688°N,0.695603481162996°E |           |                     | Modifica les dades a Wikidata |
|        | font dels Esquimarons     | Àger     | font         |         | 41° 57′ 48″ N, 0° 45′ 47″ E / 41.9632218731642°N,0.763081204976429°E |           |                     | Modifica les dades a Wikidata |
|        | fonts de Calderó          | Àger     | font         |         | 41° 58′ 33″ N, 0° 47′ 30″ E / 41.9759580070255°N,0.791529042876098°E |           |                     | Modifica les dades a Wikidata |

## granja
| imatge | Nom                   | Ubicat a | instància de | Detalls | coordenades                                                          | Protecció | Commons (més fotos) | Dades a WD                    |
| ------ | --------------------- | -------- | ------------ | ------- | -------------------------------------------------------------------- | --------- | ------------------- | ----------------------------- |
|        | Granja de Jaumó       | Àger     | granja       |         | 41° 59′ 51″ N, 0° 47′ 34″ E / 41.9973784227194°N,0.792683737843376°E |           |                     | Modifica les dades a Wikidata |
|        | Granja del Mas de Gai | Àger     | granja       |         | 41° 56′ 36″ N, 0° 45′ 19″ E / 41.9434343586051°N,0.755172375210644°E |           |                     | Modifica les dades a Wikidata |

## indret
| imatge | Nom                   | Ubicat a            | instància de | Detalls | coordenades                                                          | Protecció | Commons (més fotos) | Dades a WD                    |
| ------ | --------------------- | ------------------- | ------------ | ------- | -------------------------------------------------------------------- | --------- | ------------------- | ----------------------------- |
|        | Espluga de Miralles   | Àger                | indret       |         | 42° 02′ 33″ N, 0° 41′ 42″ E / 42.0425215095177°N,0.694962223218311°E |           |                     | Modifica les dades a Wikidata |
|        | Montsec de Badià      | Àger                | indret       |         | 42° 02′ 02″ N, 0° 42′ 22″ E / 42.03401667°N,0.70624722°E 1164 msnm   |           |                     | Modifica les dades a Wikidata |
|        | Montsec de Calafí     | Àger                | indret       |         | 42° 02′ 17″ N, 0° 48′ 09″ E / 42.037995°N,0.802439°E                 |           |                     | Modifica les dades a Wikidata |
|        | Paret de les Bagasses | Àger Castell de Mur | indret       |         | 42° 02′ 25″ N, 0° 53′ 01″ E / 42.040248°N,0.883668°E 350 750 msnm    |           | Paret de Terradets  | Modifica les dades a Wikidata |
|        | Pla de les Llaurades  | Àger                | indret       |         | 42° 01′ 22″ N, 0° 46′ 24″ E / 42.0228°N,0.773244°E 900 msnm          |           |                     | Modifica les dades a Wikidata |
|        | Rasets de l'Osca      | Castell de Mur Àger | indret       |         | 42° 02′ 18″ N, 0° 50′ 18″ E / 42.0384°N,0.83825°E                    |           |                     | Modifica les dades a Wikidata |

## masia
| imatge | Nom                                       | Ubicat a | instància de     | Detalls                                  | coordenades                                                                                          | Protecció                                  | Commons (més fotos)                       | Dades a WD                    |
| ------ | ----------------------------------------- | -------- | ---------------- | ---------------------------------------- | --- | ------------------------------------------ | ----------------------------------------- | ----------------------------- |
|        | Cal Camatxo                               | Àger     | masia            |                                          | 42° 00′ 19″ N, 0° 51′ 06″ E / 42.0053252645145°N,0.851708307771796°E                                 |                                            |                                           | Modifica les dades a Wikidata |
|        | Cal Navarro                               | Àger     | masia            |                                          | 41° 58′ 18″ N, 0° 44′ 54″ E / 41.9716615377826°N,0.748400284609338°E                                 |                                            |                                           | Modifica les dades a Wikidata |
|        | Cal Punto                                 | Àger     | masia            |                                          | 41° 58′ 29″ N, 0° 44′ 21″ E / 41.9748415317578°N,0.739284774604713°E                                 |                                            |                                           | Modifica les dades a Wikidata |
|        | Casa Cisco de les Serres                  | Àger     | masia            |                                          | 41° 57′ 58″ N, 0° 47′ 50″ E / 41.9661228181909°N,0.797118219282451°E                                 |                                            |                                           | Modifica les dades a Wikidata |
|        | Casa Mauri                                | Àger     | masia            |                                          | 42° 02′ 27″ N, 0° 40′ 29″ E / 42.0409685431575°N,0.674685309525096°E                                 |                                            |                                           | Modifica les dades a Wikidata |
|        | Casa Tatet                                | Àger     | masia            |                                          | 41° 58′ 24″ N, 0° 45′ 14″ E / 41.9732815145404°N,0.75385858830549°E                                  |                                            |                                           | Modifica les dades a Wikidata |
|        | Casa Xe                                   | Àger     | masia            |                                          | 42° 00′ 38″ N, 0° 48′ 27″ E / 42.0106197981098°N,0.807380901299158°E                                 |                                            |                                           | Modifica les dades a Wikidata |
|        | Claramunt                                 | Àger     | masia            |                                          | 42° 01′ 50″ N, 0° 42′ 15″ E / 42.0305097386197°N,0.704045376342847°E                                 |                                            |                                           | Modifica les dades a Wikidata |
|        | Conill                                    | Àger     | masia            |                                          | 42° 00′ 57″ N, 0° 47′ 45″ E / 42.0159613816°N,0.79597146899701°E                                     |                                            |                                           | Modifica les dades a Wikidata |
|        | Mas Nou                                   | Àger     | masia            |                                          | 42° 01′ 34″ N, 0° 42′ 49″ E / 42.026054687403°N,0.71348848060726°E                                   |                                            |                                           | Modifica les dades a Wikidata |
|        | Mas d'en Fet                              | Àger     | masia            |                                          | 41° 58′ 29″ N, 0° 40′ 27″ E / 41.974834242064°N,0.67428849515324°E                                   |                                            |                                           | Modifica les dades a Wikidata |
|        | Mas d'en Gassol                           | Àger     | masia            |                                          | 42° 01′ 47″ N, 0° 43′ 22″ E / 42.0298586331911°N,0.722888465745736°E                                 |                                            |                                           | Modifica les dades a Wikidata |
|        | Mas de Badià                              | Àger     | masia            |                                          | 42° 01′ 55″ N, 0° 41′ 23″ E / 42.031888905975°N,0.689753712442649°E                                  |                                            |                                           | Modifica les dades a Wikidata |
|        | Mas de Batista                            | Àger     | masia            |                                          | 41° 57′ 03″ N, 0° 41′ 01″ E / 41.9509482427266°N,0.683716415613596°E                                 |                                            |                                           | Modifica les dades a Wikidata |
|        | Mas de Bep                                | Àger     | masia            |                                          | 41° 56′ 56″ N, 0° 41′ 24″ E / 41.948843240586°N,0.690090070860465°E                                  |                                            |                                           | Modifica les dades a Wikidata |
|        | Mas de Blancó                             | Àger     | masia            |                                          | 41° 57′ 12″ N, 0° 41′ 05″ E / 41.9532540337737°N,0.684622205200955°E                                 |                                            |                                           | Modifica les dades a Wikidata |
|        | Mas de Calderó                            | Àger     | masia            |                                          | 41° 58′ 28″ N, 0° 47′ 12″ E / 41.974352890361°N,0.78654539628614°E                                   |                                            |                                           | Modifica les dades a Wikidata |
|        | Mas de Carlets                            | Àger     | masia            |                                          | 42° 03′ 41″ N, 0° 40′ 42″ E / 42.061372572498°N,0.67838252370432°E                                   |                                            |                                           | Modifica les dades a Wikidata |
|        | Mas de Contorna                           | Àger     | masia            |                                          | 41° 59′ 41″ N, 0° 43′ 16″ E / 41.9948008122442°N,0.72118139577151°E                                  |                                            |                                           | Modifica les dades a Wikidata |
|        | Mas de Ferreró                            | Àger     | masia            |                                          | 41° 57′ 13″ N, 0° 42′ 07″ E / 41.9537486951613°N,0.702062256660141°E                                 |                                            |                                           | Modifica les dades a Wikidata |
|        | Mas de Janderó                            | Àger     | masia            |                                          | 41° 57′ 44″ N, 0° 42′ 33″ E / 41.9621035356611°N,0.709134575787124°E                                 |                                            |                                           | Modifica les dades a Wikidata |
|        | Mas de Jaume                              | Àger     | masia            |                                          | 41° 57′ 36″ N, 0° 42′ 45″ E / 41.9599096015096°N,0.712471051160451°E                                 |                                            |                                           | Modifica les dades a Wikidata |
|        | Mas de Jombo                              | Àger     | masia            |                                          | 41° 56′ 46″ N, 0° 43′ 28″ E / 41.9459788183134°N,0.724321118022211°E                                 |                                            |                                           | Modifica les dades a Wikidata |
|        | Mas de Lluís                              | Àger     | masia            |                                          | 42° 02′ 58″ N, 0° 41′ 31″ E / 42.0494559305777°N,0.691823556742453°E                                 |                                            |                                           | Modifica les dades a Wikidata |
|        | Mas de Marcó                              | Àger     | masia            | Estat: ruïnós                            | 41° 57′ 23″ N, 0° 40′ 20″ E / 41.9562539974333°N,0.67220685899182°E                                  |                                            |                                           | Modifica les dades a Wikidata |
|        | Mas de Millaró                            | Àger     | masia            |                                          | 41° 56′ 52″ N, 0° 40′ 23″ E / 41.9476531605849°N,0.673086941474409°E                                 |                                            |                                           | Modifica les dades a Wikidata |
|        | Mas de Minguereixo                        | Àger     | masia            |                                          | 42° 00′ 28″ N, 0° 48′ 11″ E / 42.0076642997571°N,0.803062905459155°E                                 |                                            |                                           | Modifica les dades a Wikidata |
|        | Mas de Miquel                             | Àger     | masia            |                                          | 41° 57′ 58″ N, 0° 46′ 25″ E / 41.965996374137°N,0.77356088736596°E                                   |                                            |                                           | Modifica les dades a Wikidata |
|        | Mas de Miquel de Llorenç                  | Àger     | masia            |                                          | 41° 58′ 26″ N, 0° 41′ 02″ E / 41.9738788499562°N,0.683790477044632°E                                 |                                            |                                           | Modifica les dades a Wikidata |
|        | Mas de Montardit                          | Àger     | masia            |                                          | 41° 56′ 11″ N, 0° 44′ 26″ E / 41.9365003636819°N,0.740519443805355°E                                 |                                            |                                           | Modifica les dades a Wikidata |
|        | Mas de Solano                             | Àger     | masia            |                                          | 41° 58′ 06″ N, 0° 40′ 58″ E / 41.9683943397778°N,0.682903174631551°E                                 |                                            |                                           | Modifica les dades a Wikidata |
|        | Mas de Tellol                             | Àger     | masia            |                                          | 42° 00′ 07″ N, 0° 44′ 43″ E / 42.0020064262401°N,0.745386300001882°E                                 |                                            |                                           | Modifica les dades a Wikidata |
|        | Mas de Ton de Manxó                       | Àger     | masia            |                                          | 41° 56′ 57″ N, 0° 41′ 30″ E / 41.9491153354647°N,0.691527929807925°E                                 |                                            |                                           | Modifica les dades a Wikidata |
|        | Mas de Tresó                              | Àger     | masia            |                                          | 41° 57′ 20″ N, 0° 40′ 19″ E / 41.9556206230563°N,0.672061005794462°E                                 |                                            |                                           | Modifica les dades a Wikidata |
|        | Mas de Ventura                            | Àger     | masia            |                                          | 41° 58′ 02″ N, 0° 42′ 07″ E / 41.9673517257424°N,0.701814557751888°E                                 |                                            |                                           | Modifica les dades a Wikidata |
|        | Mas de Xixí                               | Àger     | masia            |                                          | 42° 01′ 04″ N, 0° 50′ 57″ E / 42.017869253537°N,0.84904466077279°E                                   |                                            |                                           | Modifica les dades a Wikidata |
|        | Mas de l'Andal                            | Àger     | masia            |                                          | 41° 57′ 10″ N, 0° 41′ 44″ E / 41.952749630027°N,0.69560182569469°E                                   |                                            |                                           | Modifica les dades a Wikidata |
|        | Mas de l'Estudiant                        | Àger     | masia            |                                          | 41° 58′ 10″ N, 0° 47′ 44″ E / 41.969558885622°N,0.79549127964194°E                                   |                                            |                                           | Modifica les dades a Wikidata |
|        | Mas de la Batistilla                      | Àger     | masia            |                                          | 41° 56′ 19″ N, 0° 44′ 07″ E / 41.938513136299°N,0.735261655020773°E                                  |                                            |                                           | Modifica les dades a Wikidata |
|        | Mas de la Teulera                         | Àger     | masia            |                                          | 41° 59′ 09″ N, 0° 45′ 09″ E / 41.9857483607125°N,0.752611451198761°E                                 |                                            |                                           | Modifica les dades a Wikidata |
|        | Mas de la Tonta                           | Àger     | masia            |                                          | 41° 56′ 55″ N, 0° 43′ 15″ E / 41.9487462318868°N,0.720820590989096°E                                 |                                            |                                           | Modifica les dades a Wikidata |
|        | Mas del Batlle                            | Àger     | masia            |                                          | 42° 02′ 47″ N, 0° 42′ 01″ E / 42.0464851627575°N,0.700400987249239°E                                 |                                            |                                           | Modifica les dades a Wikidata |
|        | Mas del Blanc                             | Àger     | masia            |                                          | 41° 58′ 24″ N, 0° 44′ 32″ E / 41.9732340529139°N,0.742262265431417°E                                 |                                            |                                           | Modifica les dades a Wikidata |
|        | Mas del Cabaler                           | Àger     | masia            |                                          | 41° 57′ 08″ N, 0° 39′ 56″ E / 41.952140414834°N,0.66546251381666°E                                   |                                            |                                           | Modifica les dades a Wikidata |
|        | Mas del Cabaler                           | Àger     | masia            |                                          | 42° 01′ 31″ N, 0° 51′ 13″ E / 42.025159835341°N,0.85363020465473°E                                   |                                            |                                           | Modifica les dades a Wikidata |
|        | Mas del Joaquim                           | Àger     | masia            |                                          | 42° 01′ 22″ N, 0° 40′ 13″ E / 42.0228498322758°N,0.670297364618915°E                                 |                                            |                                           | Modifica les dades a Wikidata |
|        | Mas del Parrot                            | Àger     | masia            |                                          | 41° 57′ 38″ N, 0° 41′ 34″ E / 41.960468610586°N,0.692710719007434°E                                  |                                            |                                           | Modifica les dades a Wikidata |
|        | Mas del Pastor                            | Àger     | masia            |                                          | 41° 57′ 18″ N, 0° 42′ 51″ E / 41.9549436846211°N,0.714096550071034°E                                 |                                            |                                           | Modifica les dades a Wikidata |
|        | Mas del Rei                               | Àger     | masia casa forta | Estil: arquitectura popular 12nd century | 41° 56′ 51″ N, 0° 43′ 43″ E / 41.947477°N,0.728619°E ca:Camí dels Masos de Millà, Vilamajor 645 msnm | bé integrant del patrimoni cultural català | Mas del Rei                               | Modifica les dades a Wikidata |
|        | Mas del Sastre                            | Àger     | masia            |                                          | 41° 57′ 39″ N, 0° 41′ 21″ E / 41.960727800185°N,0.68928116639901°E                                   |                                            |                                           | Modifica les dades a Wikidata |
|        | Mas del Segòvia                           | Àger     | masia            |                                          | 41° 57′ 21″ N, 0° 40′ 21″ E / 41.9558989170531°N,0.672461093732629°E                                 |                                            |                                           | Modifica les dades a Wikidata |
|        | Mas del Taverner                          | Àger     | masia            |                                          | 41° 57′ 10″ N, 0° 42′ 15″ E / 41.9528389086899°N,0.70430280645736°E                                  |                                            |                                           | Modifica les dades a Wikidata |
|        | Mas del Ton de la Torre                   | Àger     | masia            |                                          | 42° 01′ 20″ N, 0° 44′ 46″ E / 42.02219981115°N,0.7462367595677°E                                     |                                            |                                           | Modifica les dades a Wikidata |
|        | Mas del Xollat                            | Àger     | masia            |                                          | 41° 57′ 17″ N, 0° 41′ 22″ E / 41.9546106664475°N,0.689374985345564°E                                 |                                            |                                           | Modifica les dades a Wikidata |
|        | Mas dels Canonges i capella de Sant Josep | Àger     | masia            | Estil: arquitectura popular 18th century | 41° 56′ 12″ N, 0° 44′ 43″ E / 41.936739°N,0.745287°E ca:A tocar de Vilamajor 596 msnm                | bé integrant del patrimoni cultural català | Mas dels Canonges i capella de Sant Josep | Modifica les dades a Wikidata |
|        | Maset de Romano                           | Àger     | masia            |                                          | 41° 57′ 09″ N, 0° 42′ 55″ E / 41.9525626508519°N,0.71527956262892°E                                  |                                            |                                           | Modifica les dades a Wikidata |
|        | Masia Blasi                               | Àger     | masia            |                                          | 42° 01′ 10″ N, 0° 47′ 20″ E / 42.0195045038457°N,0.788862734157712°E                                 |                                            |                                           | Modifica les dades a Wikidata |
|        | Masia Vella del Llúcio                    | Àger     | masia            |                                          | 42° 01′ 07″ N, 0° 50′ 46″ E / 42.0186854423578°N,0.84617391704624°E                                  |                                            |                                           | Modifica les dades a Wikidata |
|        | Masia de Beleta                           | Àger     | masia            |                                          | 42° 01′ 16″ N, 0° 43′ 58″ E / 42.021202615873°N,0.732823445557797°E                                  |                                            |                                           | Modifica les dades a Wikidata |
|        | Masia de Bep del Mosso                    | Àger     | masia            |                                          | 42° 01′ 30″ N, 0° 44′ 12″ E / 42.0249424209884°N,0.736591852528318°E                                 |                                            |                                           | Modifica les dades a Wikidata |
|        | Masia de Bonet                            | Àger     | masia            |                                          | 42° 00′ 55″ N, 0° 46′ 34″ E / 42.0153681257366°N,0.776144427818049°E                                 |                                            |                                           | Modifica les dades a Wikidata |
|        | Masia de Calores                          | Àger     | masia            |                                          | 41° 59′ 43″ N, 0° 46′ 52″ E / 41.9952523026742°N,0.780974120733936°E                                 |                                            |                                           | Modifica les dades a Wikidata |
|        | Masia de Carxeu                           | Àger     | masia            |                                          | 42° 00′ 35″ N, 0° 47′ 42″ E / 42.009638275755°N,0.79498231797731°E                                   |                                            |                                           | Modifica les dades a Wikidata |
|        | Masia de Castarés                         | Àger     | masia            |                                          | 42° 01′ 06″ N, 0° 43′ 26″ E / 42.0184667979031°N,0.723826531258358°E                                 |                                            |                                           | Modifica les dades a Wikidata |
|        | Masia de Clara                            | Àger     | masia            |                                          | 41° 59′ 37″ N, 0° 46′ 31″ E / 41.9935192462303°N,0.775191243156227°E                                 |                                            |                                           | Modifica les dades a Wikidata |
|        | Masia de Coixet                           | Àger     | masia            |                                          | 42° 01′ 46″ N, 0° 40′ 54″ E / 42.0293686865388°N,0.681788161103339°E                                 |                                            |                                           | Modifica les dades a Wikidata |
|        | Masia de Corçà                            | Àger     | masia            |                                          | 42° 01′ 47″ N, 0° 40′ 16″ E / 42.02970448356°N,0.6710804163578°E                                     |                                            |                                           | Modifica les dades a Wikidata |
|        | Masia de Dalda                            | Àger     | masia            |                                          | 42° 01′ 27″ N, 0° 43′ 52″ E / 42.0241959278185°N,0.731171026813616°E                                 |                                            |                                           | Modifica les dades a Wikidata |
|        | Masia de Gai                              | Àger     | masia            |                                          | 41° 56′ 24″ N, 0° 44′ 13″ E / 41.940066038309°N,0.73707047293246°E                                   |                                            |                                           | Modifica les dades a Wikidata |
|        | Masia de Gotarda                          | Àger     | masia            |                                          | 42° 00′ 21″ N, 0° 46′ 50″ E / 42.005759136086°N,0.78062664664944°E                                   |                                            |                                           | Modifica les dades a Wikidata |
|        | Masia de Grabieló                         | Àger     | masia            |                                          | 42° 01′ 08″ N, 0° 45′ 24″ E / 42.0188355756193°N,0.756724004722064°E                                 |                                            |                                           | Modifica les dades a Wikidata |
|        | Masia de Jordi                            | Àger     | masia            |                                          | 42° 01′ 20″ N, 0° 44′ 07″ E / 42.0223338158422°N,0.735379999582229°E                                 |                                            |                                           | Modifica les dades a Wikidata |
|        | Masia de Lau                              | Àger     | masia            |                                          | 41° 59′ 53″ N, 0° 46′ 37″ E / 41.9979947694102°N,0.777027392604084°E                                 |                                            |                                           | Modifica les dades a Wikidata |
|        | Masia de Lledonós                         | Àger     | masia            |                                          | 41° 58′ 18″ N, 0° 44′ 49″ E / 41.9715959484214°N,0.746894050793951°E                                 |                                            |                                           | Modifica les dades a Wikidata |
|        | Masia de Marròs                           | Àger     | masia            |                                          | 42° 00′ 36″ N, 0° 45′ 51″ E / 42.0100174592974°N,0.76403788610841°E                                  |                                            |                                           | Modifica les dades a Wikidata |
|        | Masia de Massierol                        | Àger     | masia            |                                          | 42° 01′ 04″ N, 0° 44′ 43″ E / 42.01767631333°N,0.74518887442451°E                                    |                                            |                                           | Modifica les dades a Wikidata |
|        | Masia de Mercader                         | Àger     | masia            |                                          | 42° 01′ 06″ N, 0° 44′ 52″ E / 42.0183993733084°N,0.747790120287742°E                                 |                                            |                                           | Modifica les dades a Wikidata |
|        | Masia de Panyello                         | Àger     | masia            |                                          | 42° 01′ 52″ N, 0° 41′ 26″ E / 42.0312098147124°N,0.690466853479215°E                                 |                                            |                                           | Modifica les dades a Wikidata |
|        | Masia de Remiendo                         | Àger     | masia            |                                          | 42° 00′ 35″ N, 0° 44′ 48″ E / 42.0096796263368°N,0.746769576468692°E                                 |                                            |                                           | Modifica les dades a Wikidata |
|        | Masia de Sanui                            | Àger     | masia            |                                          | 41° 56′ 35″ N, 0° 44′ 31″ E / 41.9430403980136°N,0.741977254917394°E                                 |                                            |                                           | Modifica les dades a Wikidata |
|        | Masia de Saurí                            | Àger     | masia            |                                          | 42° 00′ 24″ N, 0° 41′ 08″ E / 42.0067796671697°N,0.685687986578904°E                                 |                                            |                                           | Modifica les dades a Wikidata |
|        | Masia de Serradill                        | Àger     | masia            |                                          | 42° 01′ 50″ N, 0° 41′ 27″ E / 42.0306520927568°N,0.690946074194519°E                                 |                                            |                                           | Modifica les dades a Wikidata |
|        | Masia de Serret                           | Àger     | masia            |                                          | 42° 00′ 13″ N, 0° 44′ 50″ E / 42.0037°N,0.747167°E                                                   |                                            |                                           | Modifica les dades a Wikidata |
|        | Masia de Sotalo                           | Àger     | masia            |                                          | 42° 01′ 20″ N, 0° 44′ 01″ E / 42.0221919775593°N,0.733669969601326°E                                 |                                            |                                           | Modifica les dades a Wikidata |
|        | Masia de Tomasó                           | Àger     | masia            |                                          | 42° 00′ 47″ N, 0° 47′ 08″ E / 42.0131737615842°N,0.785616236558242°E                                 |                                            |                                           | Modifica les dades a Wikidata |
|        | Masia de Xabec                            | Àger     | masia            |                                          | 42° 00′ 52″ N, 0° 43′ 48″ E / 42.0144616964524°N,0.72986272699437°E                                  |                                            |                                           | Modifica les dades a Wikidata |
|        | Masia de Xamó                             | Àger     | masia            |                                          | 42° 01′ 48″ N, 0° 41′ 28″ E / 42.0300593542168°N,0.691027934445844°E                                 |                                            |                                           | Modifica les dades a Wikidata |
|        | Masia de Xen                              | Àger     | masia            |                                          | 41° 59′ 45″ N, 0° 46′ 49″ E / 41.9959063941115°N,0.780335665436117°E                                 |                                            |                                           | Modifica les dades a Wikidata |
|        | Masia de l'Hereuet                        | Àger     | masia            |                                          | 42° 01′ 12″ N, 0° 41′ 08″ E / 42.0198697391883°N,0.685466768362298°E                                 |                                            |                                           | Modifica les dades a Wikidata |
|        | Masia de la Coixa                         | Àger     | masia            |                                          | 42° 00′ 49″ N, 0° 47′ 15″ E / 42.0135883110594°N,0.787497835720518°E                                 |                                            |                                           | Modifica les dades a Wikidata |
|        | Masia de la Pedrona                       | Àger     | masia            |                                          | 42° 00′ 43″ N, 0° 42′ 35″ E / 42.0118534000759°N,0.709643767633825°E                                 |                                            |                                           | Modifica les dades a Wikidata |
|        | Masia del Canonge                         | Àger     | masia            |                                          | 41° 59′ 50″ N, 0° 46′ 11″ E / 41.9973225943312°N,0.769770627649709°E                                 |                                            |                                           | Modifica les dades a Wikidata |
|        | Masia del Francesc                        | Àger     | masia            |                                          | 41° 59′ 57″ N, 0° 45′ 21″ E / 41.9990708398404°N,0.755969830055566°E                                 |                                            |                                           | Modifica les dades a Wikidata |
|        | Masia del Macià                           | Àger     | masia            |                                          | 42° 01′ 36″ N, 0° 43′ 33″ E / 42.0266940330932°N,0.725888286473635°E                                 |                                            |                                           | Modifica les dades a Wikidata |
|        | Masia del Magre                           | Àger     | masia            |                                          | 42° 01′ 29″ N, 0° 43′ 59″ E / 42.0247631691629°N,0.732986767619087°E                                 |                                            |                                           | Modifica les dades a Wikidata |
|        | Masia del Marquès                         | Àger     | masia            |                                          | 42° 01′ 06″ N, 0° 45′ 15″ E / 42.0184603479069°N,0.754116438364899°E                                 |                                            |                                           | Modifica les dades a Wikidata |
|        | Masia del Músic                           | Àger     | masia            |                                          | 42° 00′ 43″ N, 0° 47′ 08″ E / 42.0118643493176°N,0.785432231974471°E                                 |                                            |                                           | Modifica les dades a Wikidata |
|        | Masia del Noble                           | Àger     | masia            |                                          | 42° 01′ 09″ N, 0° 45′ 24″ E / 42.0191216787721°N,0.756617325266044°E                                 |                                            |                                           | Modifica les dades a Wikidata |
|        | Masia del Quelo                           | Àger     | masia            |                                          | 42° 01′ 27″ N, 0° 45′ 30″ E / 42.024236209028°N,0.75824301887372°E                                   |                                            |                                           | Modifica les dades a Wikidata |
|        | Masia del Quico                           | Àger     | masia            |                                          | 42° 01′ 18″ N, 0° 43′ 33″ E / 42.0217105986284°N,0.725727781579188°E                                 |                                            |                                           | Modifica les dades a Wikidata |
|        | Masia del Sant                            | Àger     | masia            |                                          | 42° 01′ 19″ N, 0° 45′ 14″ E / 42.0220588113052°N,0.753917278127285°E                                 |                                            |                                           | Modifica les dades a Wikidata |
|        | Miralles                                  | Àger     | masia            |                                          | 42° 02′ 54″ N, 0° 42′ 09″ E / 42.0484655005765°N,0.702601109602511°E                                 |                                            |                                           | Modifica les dades a Wikidata |
|        | Molí de Mont-rebei                        | Àger     | masia            |                                          | 42° 02′ 04″ N, 0° 41′ 12″ E / 42.0344181779192°N,0.686557455033772°E                                 |                                            |                                           | Modifica les dades a Wikidata |
|        | Montsec de Pedroneta                      | Àger     | masia            | Estat: ruïnós                            | 42° 02′ 35″ N, 0° 43′ 14″ E / 42.043025°N,0.72057778°E 1185 msnm                                     |                                            |                                           | Modifica les dades a Wikidata |
|        | Pedroneta                                 | Àger     | masia            |                                          | 42° 02′ 33″ N, 0° 43′ 35″ E / 42.0426013720755°N,0.726492774429748°E                                 |                                            |                                           | Modifica les dades a Wikidata |
|        | Planella                                  | Àger     | masia            |                                          | 41° 59′ 21″ N, 0° 45′ 17″ E / 41.989043178086°N,0.75465023222181°E                                   |                                            |                                           | Modifica les dades a Wikidata |
|        | Torre del Negre                           | Àger     | masia            |                                          | 42° 01′ 25″ N, 0° 44′ 57″ E / 42.0236146838279°N,0.749212379352053°E                                 |                                            |                                           | Modifica les dades a Wikidata |
|        | la Pardina                                | Àger     | masia            |                                          | 42° 03′ 01″ N, 0° 40′ 40″ E / 42.0502059602955°N,0.6776711306671°E                                   |                                            |                                           | Modifica les dades a Wikidata |
|        | lo Corb de Montardit                      | Àger     | masia            |                                          | 42° 00′ 08″ N, 0° 45′ 06″ E / 42.0023526477846°N,0.751556051357568°E                                 |                                            |                                           | Modifica les dades a Wikidata |
|        | lo Corb de Xinco                          | Àger     | masia            |                                          | 42° 00′ 14″ N, 0° 45′ 05″ E / 42.0037540020407°N,0.751373868780509°E                                 |                                            |                                           | Modifica les dades a Wikidata |
|        | lo Masnouet                               | Àger     | masia            |                                          | 42° 01′ 39″ N, 0° 42′ 49″ E / 42.0276228618428°N,0.713715827308076°E                                 |                                            |                                           | Modifica les dades a Wikidata |
|        | lo Molilló                                | Àger     | masia            |                                          | 42° 00′ 32″ N, 0° 43′ 04″ E / 42.0087915010267°N,0.717783782583161°E                                 |                                            |                                           | Modifica les dades a Wikidata |

## molí d'aigua
| imatge | Nom                    | Ubicat a | instància de | Detalls | coordenades                                                          | Protecció | Commons (més fotos) | Dades a WD                    |
| ------ | ---------------------- | -------- | ------------ | ------- | -------------------------------------------------------------------- | --------- | ------------------- | ----------------------------- |
|        | Molins de Sòls de Vila | Àger     | molí d'aigua |         | 41° 59′ 47″ N, 0° 46′ 01″ E / 41.9963785794327°N,0.767075090721685°E |           |                     | Modifica les dades a Wikidata |
|        | Molí Vell de Queralt   | Àger     | molí d'aigua |         | 41° 59′ 44″ N, 0° 46′ 51″ E / 41.9955377329885°N,0.780831398606302°E |           |                     | Modifica les dades a Wikidata |
|        | Molí Vell de la Serra  | Àger     | molí d'aigua |         | 41° 59′ 50″ N, 0° 46′ 21″ E / 41.9971219268767°N,0.772421670325326°E |           |                     | Modifica les dades a Wikidata |
|        | Molí de Joanet         | Àger     | molí d'aigua |         | 41° 59′ 41″ N, 0° 47′ 32″ E / 41.9947146091595°N,0.792317063346017°E |           |                     | Modifica les dades a Wikidata |
|        | Molí de Mingo          | Àger     | molí d'aigua |         | 41° 59′ 55″ N, 0° 48′ 27″ E / 41.9987498885432°N,0.807378115534026°E |           |                     | Modifica les dades a Wikidata |
|        | Molí de Sarrano        | Àger     | molí d'aigua |         | 41° 59′ 57″ N, 0° 45′ 27″ E / 41.9992275022772°N,0.75753389060615°E  |           |                     | Modifica les dades a Wikidata |
|        | Molí de Serra          | Àger     | molí d'aigua |         | 41° 59′ 51″ N, 0° 46′ 13″ E / 41.9975193292309°N,0.770162173520194°E |           |                     | Modifica les dades a Wikidata |
|        | Molí de Tubany         | Àger     | molí d'aigua |         | 41° 59′ 50″ N, 0° 48′ 09″ E / 41.9973324750339°N,0.802488823456681°E |           |                     | Modifica les dades a Wikidata |
|        | Molí de la Societat    | Àger     | molí d'aigua |         | 41° 59′ 42″ N, 0° 47′ 30″ E / 41.9949118578275°N,0.791803185273013°E |           |                     | Modifica les dades a Wikidata |
|        | Molí del Josepó        | Àger     | molí d'aigua |         | 42° 00′ 50″ N, 0° 41′ 23″ E / 42.013872042138°N,0.68977270478132°E   |           |                     | Modifica les dades a Wikidata |

## muntanya
| imatge | Nom                           | Ubicat a                     | instància de | Detalls | coordenades                                                              | Protecció | Commons (més fotos)   | Dades a WD                    |
| ------ | ----------------------------- | ---------------------------- | ------------ | ------- | ------------------------------------------------------------------------ | --------- | --------------------- | ----------------------------- |
|        | Cantal de l'Ignasi            | Àger                         | muntanya     |         | 42° 02′ 03″ N, 0° 48′ 11″ E / 42.03404444°N,0.803°E 1248.5 msnm          |           |                       | Modifica les dades a Wikidata |
|        | Cap de la Serra de Blancafort | Os de Balaguer Àger          | muntanya     |         | 41° 57′ 28″ N, 0° 39′ 06″ E / 41.9578°N,0.651678°E 870.8 msnm            |           |                       | Modifica les dades a Wikidata |
|        | Coll de Morell                | Àger                         | muntanya     |         | 41° 59′ 03″ N, 0° 42′ 16″ E / 41.9842°N,0.704572°E 1001.9 msnm           |           |                       | Modifica les dades a Wikidata |
|        | Lo Coscoll                    | Sant Esteve de la Sarga Àger | muntanya     |         | 42° 03′ 39″ N, 0° 41′ 29″ E / 42.0608°N,0.691278°E 1405.6 msnm           |           |                       | Modifica les dades a Wikidata |
|        | Mont de Tàreu                 | Àger                         | muntanya     |         | 42° 01′ 54″ N, 0° 46′ 00″ E / 42.03161111°N,0.76664167°E 1331.1 msnm     |           |                       | Modifica les dades a Wikidata |
|        | Montesquiu                    | Àger                         | muntanya     |         | 41° 58′ 10″ N, 0° 46′ 52″ E / 41.96941583°N,0.78103611°E 948.2 msnm      |           |                       | Modifica les dades a Wikidata |
|        | Montsec de Garreta            | Àger                         | muntanya     |         | 42° 01′ 54″ N, 0° 45′ 13″ E / 42.03152778°N,0.75360278°E 1221.4 msnm     |           |                       | Modifica les dades a Wikidata |
|        | Picó de l'Hedra               | Àger                         | muntanya     |         | 42° 01′ 51″ N, 0° 49′ 59″ E / 42.0308°N,0.833042°E 1007.2 msnm           |           |                       | Modifica les dades a Wikidata |
|        | Puig de Millà                 | Àger                         | muntanya     |         | 42° 00′ 06″ N, 0° 40′ 20″ E / 42.001724505°N,0.672191437353°E 1025 msnm  |           | Puig de Millà         | Modifica les dades a Wikidata |
|        | Roca Roja                     | Àger                         | muntanya     |         | 42° 01′ 39″ N, 0° 50′ 53″ E / 42.0274°N,0.847922°E 875 msnm              |           |                       | Modifica les dades a Wikidata |
|        | Roca de Joli                  | Àger                         | muntanya     |         | 42° 02′ 18″ N, 0° 42′ 30″ E / 42.0384°N,0.708272°E 1108.3 msnm           |           |                       | Modifica les dades a Wikidata |
|        | Roca del Volter               | Àger                         | muntanya     |         | 41° 58′ 18″ N, 0° 42′ 21″ E / 41.9717°N,0.705767°E 962.4 msnm            |           |                       | Modifica les dades a Wikidata |
|        | Sant Alís                     | Sant Esteve de la Sarga Àger | muntanya     |         | 42° 02′ 23″ N, 0° 46′ 00″ E / 42.0398582745°N,0.766567591212°E 1675 msnm |           | Sant Alís             | Modifica les dades a Wikidata |
|        | Serrat de Bonet               | Àger                         | muntanya     |         | 41° 57′ 41″ N, 0° 44′ 05″ E / 41.96136667°N,0.73471917°E 778.8 msnm      |           |                       | Modifica les dades a Wikidata |
|        | Serrat de Coron               | Àger                         | muntanya     |         | 41° 59′ 21″ N, 0° 44′ 12″ E / 41.98910278°N,0.73653333°E 907.3 msnm      |           |                       | Modifica les dades a Wikidata |
|        | Serrat de Pitrau              | Àger                         | muntanya     |         | 41° 57′ 16″ N, 0° 42′ 29″ E / 41.95446389°N,0.70804722°E 838.9 msnm      |           |                       | Modifica les dades a Wikidata |
|        | Serrat de Pui                 | Àger                         | muntanya     |         | 41° 59′ 19″ N, 0° 45′ 42″ E / 41.9886°N,0.761794°E 787.7 msnm            |           | Serrat de Pui         | Modifica les dades a Wikidata |
|        | Serrat de Sòls                | Àger                         | muntanya     |         | 41° 57′ 12″ N, 0° 40′ 51″ E / 41.95328333°N,0.68087778°E 919.2 msnm      |           |                       | Modifica les dades a Wikidata |
|        | Serrat de les Forques         | Àger                         | muntanya     |         | 41° 59′ 46″ N, 0° 42′ 20″ E / 41.9962°N,0.705425°E 858.1 msnm            |           |                       | Modifica les dades a Wikidata |
|        | Serrat del Carreter           | Àger                         | muntanya     |         | 41° 56′ 58″ N, 0° 41′ 48″ E / 41.94955833°N,0.69666944°E 876 msnm        |           |                       | Modifica les dades a Wikidata |
|        | Torre de les Conclues         | Àger                         | muntanya     |         | 42° 00′ 58″ N, 0° 39′ 31″ E / 42.016106°N,0.658726°E 699 msnm            |           | Torre de les Conclues | Modifica les dades a Wikidata |
|        | Tossal Gros                   | Àger                         | muntanya     |         | 42° 01′ 39″ N, 0° 51′ 27″ E / 42.02755556°N,0.85754444°E 928.7 msnm      |           |                       | Modifica les dades a Wikidata |
|        | Tossal de l'Osca              | Àger Sant Esteve de la Sarga | muntanya     |         | 42° 02′ 27″ N, 0° 49′ 53″ E / 42.04097°N,0.831316°E 1521 msnm            |           | Tossal de l'Osca      | Modifica les dades a Wikidata |
|        | Turó de les Torres            | Àger                         | muntanya     |         | 41° 58′ 11″ N, 0° 47′ 53″ E / 41.96968889°N,0.79808056°E 900.3 msnm      |           |                       | Modifica les dades a Wikidata |
|        | la Cabeça                     | Àger                         | muntanya     |         | 41° 58′ 07″ N, 0° 44′ 26″ E / 41.96869694°N,0.74060278°E 964.7 msnm      |           |                       | Modifica les dades a Wikidata |
|        | la Corona                     | Sant Esteve de la Sarga Àger | muntanya     |         | 42° 03′ 09″ N, 0° 43′ 09″ E / 42.05238056°N,0.71904944°E 1566.5 msnm     |           |                       | Modifica les dades a Wikidata |
|        | la Crestellera                | Àger                         | muntanya     |         | 42° 02′ 11″ N, 0° 40′ 04″ E / 42.0364°N,0.667907°E 732.5 msnm            |           |                       | Modifica les dades a Wikidata |
|        | la Tossa                      | Àger                         | muntanya     |         | 42° 01′ 56″ N, 0° 48′ 10″ E / 42.03227778°N,0.80290278°E 1270.3 msnm     |           |                       | Modifica les dades a Wikidata |
|        | la Tosseta                    | Àger                         | muntanya     |         | 42° 00′ 12″ N, 0° 42′ 49″ E / 42.0032°N,0.713664°E 713.5 msnm            |           |                       | Modifica les dades a Wikidata |
|        | raset del Pas Gran            | Castell de Mur Àger          | muntanya     |         | 42° 02′ 11″ N, 0° 51′ 00″ E / 42.0365°N,0.850083°E                       |           |                       | Modifica les dades a Wikidata |
|        | rasets dels Teixos            | Castell de Mur Àger          | muntanya     |         | 42° 02′ 11″ N, 0° 51′ 10″ E / 42.0363°N,0.852806°E                       |           |                       | Modifica les dades a Wikidata |

## observatori astronòmic
| imatge | Nom                              | Ubicat a | instància de           | Detalls | coordenades                                                            | Protecció | Commons (més fotos) | Dades a WD                    |
| ------ | -------------------------------- | -------- | ---------------------- | ------- | ---------------------------------------------------------------------- | --------- | ------------------- | ----------------------------- |
|        | Ager observatory                 | Àger     | observatori astronòmic |         | 42° 01′ 30″ N, 0° 44′ 16″ E / 42.02509930555556°N,0.7377033055555555°E |           |                     | Modifica les dades a Wikidata |
|        | Ager observatory                 | Àger     | observatori astronòmic |         | 42° 01′ 30″ N, 0° 44′ 16″ E / 42.02509930555556°N,0.7377033055555555°E |           |                     | Modifica les dades a Wikidata |
|        | Anysllum observatory             | Àger     | observatori astronòmic |         | 42° 01′ 30″ N, 0° 44′ 16″ E / 42.02509930555556°N,0.7377033055555555°E |           |                     | Modifica les dades a Wikidata |
|        | El Teatrillo de Lyra observatory | Àger     | observatori astronòmic |         | 42° 01′ 30″ N, 0° 44′ 16″ E / 42.02509930555556°N,0.7377033055555555°E |           |                     | Modifica les dades a Wikidata |
|        | Estels observatory               | Àger     | observatori astronòmic |         | 42° 01′ 30″ N, 0° 44′ 16″ E / 42.02509930555556°N,0.7377033055555555°E |           |                     | Modifica les dades a Wikidata |
|        | Joan Roget observatory           | Àger     | observatori astronòmic |         | 42° 01′ 30″ N, 0° 44′ 16″ E / 42.02509930555556°N,0.7377033055555555°E |           |                     | Modifica les dades a Wikidata |
|        | Lo Fossil Observatory            | Àger     | observatori astronòmic |         | 42° 01′ 30″ N, 0° 44′ 16″ E / 42.02509930555556°N,0.7377033055555555°E |           |                     | Modifica les dades a Wikidata |
|        | Masia Cal Maciarol Modul 8       | Àger     | observatori astronòmic |         | 42° 01′ 30″ N, 0° 44′ 16″ E / 42.02509930555556°N,0.7377033055555555°E |           |                     | Modifica les dades a Wikidata |
|        | Via Lactea observatory           | Àger     | observatori astronòmic |         | 42° 01′ 30″ N, 0° 44′ 16″ E / 42.02509930555556°N,0.7377033055555555°E |           |                     | Modifica les dades a Wikidata |
|        | observatori Fabra                | Àger     | observatori astronòmic |         | 42° 03′ 07″ N, 0° 43′ 47″ E / 42.05189722222222°N,0.7296444444444444°E |           |                     | Modifica les dades a Wikidata |

## pont
| imatge | Nom                               | Ubicat a                      | instància de      | Detalls                                                                | coordenades                                                                           | Protecció                                  | Commons (més fotos)   | Dades a WD                    |
| ------ | --------------------------------- | ----------------------------- | ----------------- | ---------------------------------------------------------------------- | ------------------------------------------------------------------------------------- | ------------------------------------------ | --------------------- | ----------------------------- |
|        | Pont d'en Rossell                 | Àger                          | pont              |                                                                        | 41° 59′ 59″ N, 0° 45′ 21″ E / 41.9996991702792°N,0.755863227384089°E                  |                                            |                       | Modifica les dades a Wikidata |
|        | Pont de Molinou                   | Àger                          | pont              |                                                                        | 41° 59′ 58″ N, 0° 48′ 34″ E / 41.9994910726549°N,0.809405186654365°E                  |                                            |                       | Modifica les dades a Wikidata |
|        | Pont de Rajola                    | Camarasa Àger                 | pont              | Travessa: Noguera Pallaresa                                            | 42° 02′ 21″ N, 0° 53′ 03″ E / 42.0392963732724°N,0.884210313270926°E                  |                                            |                       | Modifica les dades a Wikidata |
|        | Pont de Sanui                     | Àger                          | pont              |                                                                        | 42° 00′ 12″ N, 0° 44′ 40″ E / 42.0033004573408°N,0.74432634640904°E                   |                                            |                       | Modifica les dades a Wikidata |
|        | Pont de la Baronia                | la Baronia de Sant Oïsme Àger | pont pont penjant | Estil: arquitectura del ferro 20th century Travessa: Noguera Pallaresa | 42° 00′ 18″ N, 0° 51′ 15″ E / 42.004898°N,0.85412°E ca:Baronia de Sant Oïsme 340 msnm | bé integrant del patrimoni cultural català | Pont de la Baronia    | Modifica les dades a Wikidata |
|        | Pont del Barranc de l'Aigua Clara | Àger                          | pont              |                                                                        | 41° 59′ 59″ N, 0° 48′ 57″ E / 41.9998490549507°N,0.815900660303112°E                  |                                            |                       | Modifica les dades a Wikidata |
|        | Pont del Botador                  | Àger                          | pont              |                                                                        | 42° 00′ 13″ N, 0° 45′ 48″ E / 42.003481859368°N,0.763252593002286°E                   |                                            |                       | Modifica les dades a Wikidata |
|        | Pont del Trenta                   | Àger                          | pont              |                                                                        | 41° 59′ 10″ N, 0° 44′ 39″ E / 41.9861870668719°N,0.744218656918477°E                  |                                            |                       | Modifica les dades a Wikidata |
|        | la Passarel·la                    | Àger Vilanova de Meià         | pont              | Travessa: Noguera Ribagorçana                                          | 42° 00′ 36″ N, 0° 52′ 33″ E / 42.010034277133°N,0.875834095403842°E                   |                                            | La Passarel·la (Àger) | Modifica les dades a Wikidata |

## serra
| imatge | Nom                        | Ubicat a                         | instància de | Detalls      | coordenades                                                          | Protecció | Commons (més fotos)         | Dades a WD                    |
| ------ | -------------------------- | -------------------------------- | ------------ | ------------ | -------------------------------------------------------------------- | --------- | --------------------------- | ----------------------------- |
|        | Serra de Montclús          | Àger Camarasa                    | serra        |              | 41° 58′ 11″ N, 0° 46′ 50″ E / 41.969692°N,0.780462°E 1025 msnm       |           | Serra de Montclús           | Modifica les dades a Wikidata |
|        | Serrat Alt                 | Àger Sant Esteve de la Sarga     | serra        | Llarg: 2km   | 42° 02′ 28″ N, 0° 47′ 46″ E / 42.04111111°N,0.79612778°E 1596 msnm   |           | Serrat Alt (Montsec d'Ares) | Modifica les dades a Wikidata |
|        | Serrat de l'Òs             | Àger                             | serra        |              | 42° 01′ 12″ N, 0° 43′ 10″ E / 42.0201°N,0.71931°E 828.4 msnm         |           |                             | Modifica les dades a Wikidata |
|        | Serrat de la Corona        | Àger Sant Esteve de la Sarga     | serra        | Llarg: 3.5km | 42° 03′ 08″ N, 0° 43′ 36″ E / 42.0521°N,0.726764°E                   |           | Serrat de la Corona         | Modifica les dades a Wikidata |
|        | la Fita                    | Àger                             | serra        |              | 41° 58′ 12″ N, 0° 42′ 34″ E / 41.970024°N,0.709367°E 964 msnm        |           |                             | Modifica les dades a Wikidata |
|        | lo Tossalet                | Àger                             | serra        |              | 41° 59′ 18″ N, 0° 47′ 06″ E / 41.9882°N,0.785072°E 650.8 msnm        |           |                             | Modifica les dades a Wikidata |
|        | los Còms                   | Àger                             | serra        |              | 41° 59′ 31″ N, 0° 39′ 36″ E / 41.99196111°N,0.66001667°E 982.8 msnm  |           |                             | Modifica les dades a Wikidata |
|        | los Monts                  | Àger                             | serra        |              | 41° 59′ 04″ N, 0° 40′ 34″ E / 41.98444472°N,0.67624722°E 982.8 msnm  |           |                             | Modifica les dades a Wikidata |
|        | monts dels Masos           | Àger                             | serra        |              | 41° 58′ 48″ N, 0° 40′ 34″ E / 41.97986389°N,0.67602778°E 981.8 msnm  |           |                             | Modifica les dades a Wikidata |
|        | serra de Cantaperdius      | Àger                             | serra        |              | 42° 02′ 24″ N, 0° 41′ 12″ E / 42.0399°N,0.686742°E 968.3 msnm        |           |                             | Modifica les dades a Wikidata |
|        | serra de Millà             | Àger                             | serra        |              | 41° 59′ 39″ N, 0° 40′ 59″ E / 41.99425278°N,0.68303611°E             |           | Serra de Millà              | Modifica les dades a Wikidata |
|        | serra de la Caseta         | Àger                             | serra        |              | 41° 59′ 01″ N, 0° 41′ 47″ E / 41.98356556°N,0.69634167°E 1015.8 msnm |           |                             | Modifica les dades a Wikidata |
|        | serra de la Mata           | Àger                             | serra        |              | 42° 00′ 47″ N, 0° 40′ 30″ E / 42.0131°N,0.674889°E 660.9 msnm        |           |                             | Modifica les dades a Wikidata |
|        | serra del Castell de Corçà | Àger                             | serra        |              | 42° 02′ 09″ N, 0° 40′ 14″ E / 42.0359°N,0.670639°E 732.5 msnm        |           |                             | Modifica les dades a Wikidata |
|        | serra del Mill             | Àger                             | serra        |              | 42° 03′ 30″ N, 0° 40′ 31″ E / 42.05847222°N,0.67517778°E 879.1 msnm  |           |                             | Modifica les dades a Wikidata |
|        | serrat de Borrec           | Àger                             | serra        |              | 42° 01′ 07″ N, 0° 46′ 07″ E / 42.01862222°N,0.76851222°E 859.6 msnm  |           |                             | Modifica les dades a Wikidata |
|        | serrat de Fontfreda        | Castell de Mur Àger              | serra        |              | 42° 02′ 18″ N, 0° 51′ 31″ E / 42.038309°N,0.858634°E 1414 msnm       |           | Serrat de Fontfreda         | Modifica les dades a Wikidata |
|        | serrat de Roplans          | Àger                             | serra        |              | 42° 02′ 09″ N, 0° 42′ 27″ E / 42.0359°N,0.707422°E 1164.3 msnm       |           |                             | Modifica les dades a Wikidata |
|        | serrat de la Palomera      | Àger les Avellanes i Santa Linya | serra        |              | 41° 57′ 45″ N, 0° 48′ 04″ E / 41.96247222°N,0.80118639°E 772.3 msnm  |           |                             | Modifica les dades a Wikidata |

## torre de defensa
| imatge | Nom                          | Ubicat a | instància de     | Detalls       | coordenades                                                                    | Protecció | Commons (més fotos) | Dades a WD                    |
| ------ | ---------------------------- | -------- | ---------------- | ------------- | ------------------------------------------------------------------------------ | --------- | ------------------- | ----------------------------- |
|        | Castellet de Cogul           | Àger     | torre de defensa |               | 41° 59′ 15″ N, 0° 43′ 20″ E / 41.987501227731°N,0.72211208332689°E 970 msnm    |           |                     | Modifica les dades a Wikidata |
|        | Torratxota de Conill         | Àger     | torre de defensa |               | 42° 01′ 04″ N, 0° 47′ 45″ E / 42.0176388928602°N,0.795811348821004°E           |           |                     | Modifica les dades a Wikidata |
|        | Torre d'Escumó               | Àger     | torre de defensa | Estat: ruïnós | 42° 01′ 23″ N, 0° 51′ 15″ E / 42.023102°N,0.854284°E 875 msnm                  |           |                     | Modifica les dades a Wikidata |
|        | Torre de Mallabecs           | Àger     | torre de defensa | Estat: ruïnós | 42° 02′ 01″ N, 0° 49′ 30″ E / 42.0336039824797°N,0.824940490233489°E 1169 msnm |           |                     | Modifica les dades a Wikidata |
|        | Torre de les Conclues        | Àger     | torre de defensa | Estat: ruïnós | 42° 00′ 58″ N, 0° 39′ 32″ E / 42.0161703575827°N,0.658935560700887°E 699 msnm  |           |                     | Modifica les dades a Wikidata |
|        | Torre del Mas de Minguereixo | Àger     | torre de defensa | Estat: ruïnós | 42° 00′ 28″ N, 0° 48′ 12″ E / 42.0077967693244°N,0.803396452669095°E 655 msnm  |           |                     | Modifica les dades a Wikidata |
|        | Torre del Negre              | Àger     | torre de defensa | Estat: ruïnós | 42° 01′ 31″ N, 0° 44′ 57″ E / 42.0252071511304°N,0.749132025731609°E           |           |                     | Modifica les dades a Wikidata |
|        | la Torratxeta                | Àger     | torre de defensa |               | 42° 01′ 03″ N, 0° 47′ 32″ E / 42.0175535977875°N,0.792311936826512°E 753 msnm  |           |                     | Modifica les dades a Wikidata |

## torre de sentinella
| imatge | Nom                       | Ubicat a | instància de                             | Detalls                                  | coordenades                                                                                     | Protecció                                            | Commons (més fotos)       | Dades a WD                    |
| ------ | ------------------------- | -------- | ---------------------------------------- | ---------------------------------------- | ----------------------------------------------------------------------------------------------- | ---------------------------------------------------- | ------------------------- | ----------------------------- |
|        | Torre Sanui               | Àger     | torre de sentinella                      | Estil: arquitectura popular 11st century | 42° 00′ 08″ N, 0° 44′ 22″ E / 42.002221°N,0.739535°E 665 msnm                                   | bé integrant del patrimoni cultural català           | Torre Sanui               | Modifica les dades a Wikidata |
|        | torre de Fontdepou        | Àger     | torre de sentinella                      | 11st century                             | 41° 57′ 40″ N, 0° 45′ 27″ E / 41.961°N,0.757531°E ca:Al nucli de Fontdepou 828 msnm             | bé d'interès cultural bé cultural d'interès nacional | Torre de Fontdepou        | Modifica les dades a Wikidata |
|        | torre dels Masos de Millà | Àger     | torre de sentinella jaciment arqueològic | 10th century                             | 41° 57′ 28″ N, 0° 41′ 52″ E / 41.9578°N,0.697811°E ca:Al sud dels Masos de Millà, Àger 875 msnm | bé d'interès cultural bé cultural d'interès nacional | Torre dels Masos de Millà | Modifica les dades a Wikidata |

## vèrtex geodèsic
| imatge | Nom      | Ubicat a | instància de    | Detalls   | coordenades                                                        | Protecció | Commons (més fotos) | Dades a WD                    |
| ------ | -------- | -------- | --------------- | --------- | ------------------------------------------------------------------ | --------- | ------------------- | ----------------------------- |
|        | Corona   | Àger     | vèrtex geodèsic | Alt: 1.2m | 42° 03′ 08″ N, 0° 43′ 09″ E / 42.052334°N,0.719081°E 1566.109 msnm |           |                     | Modifica les dades a Wikidata |
|        | Milla    | Àger     | vèrtex geodèsic | Alt: 1.2m | 42° 00′ 06″ N, 0° 40′ 20″ E / 42.001679°N,0.672176°E 1025.294 msnm |           |                     | Modifica les dades a Wikidata |
|        | Montlleó | Àger     | vèrtex geodèsic | Alt: 1.2m | 41° 58′ 52″ N, 0° 44′ 18″ E / 41.981216°N,0.738384°E 977.554 msnm  |           |                     | Modifica les dades a Wikidata |
|        | Montsech | Àger     | vèrtex geodèsic | Alt: 1.2m | 42° 02′ 23″ N, 0° 46′ 00″ E / 42.03984°N,0.766531°E 1676.311 msnm  |           |                     | Modifica les dades a Wikidata |

## Misc
| imatge | Nom                                 | Ubicat a | instància de                                                | Detalls                                                               | coordenades                                                                                  | Protecció                                            | Commons (més fotos)               | Dades a WD                    |
| ------ | ----------------------------------- | --- | ----------------------------------------------------------- | --------------------------------------------------------------------- | -------------------------------------------------------------------------------------------- | ---------------------------------------------------- | --------------------------------- | ----------------------------- |
|        | Casetes de l'Estació                | Àger | nucli de població                                           |                                                                       | 42° 00′ 21″ N, 0° 51′ 04″ E / 42.0059696327484°N,0.851010422257328°E                         |                                                      |                                   | Modifica les dades a Wikidata |
|        | Espai d'Interès Natural del Montsec | Àger Camarasa Vilanova de Meià Castell de Mur Gavet de la Conca Isona i Conca Dellà Llimiana Sant Esteve de la Sarga Tremp                             | espai d'interès natural Espai Natural Protegit              | 1992 Superfície: 22071ha                                              |                                                                                              |                                                      |                                   | Modifica les dades a Wikidata |
|        | Estació d'Àger                      | Àger | estació de ferrocarril                                      |                                                                       | 42° 00′ 24″ N, 0° 51′ 06″ E / 42.00675°N,0.8517499999999999°E                                |                                                      |                                   | Modifica les dades a Wikidata |
|        | Mines de Corçà                      | Àger | mina de carbó                                               | Estat: submergit                                                      | 42° 03′ 17″ N, 0° 40′ 12″ E / 42.054639°N,0.670011°E                                         |                                                      |                                   | Modifica les dades a Wikidata |
|        | Muralla d'Àger                      | Àger | muralla urbana                                              | Estil: arquitectura romànica 10th century                             | 41° 59′ 59″ N, 0° 45′ 52″ E / 41.99966°N,0.76449°E                                           | bé integrant del patrimoni cultural català           | Muralla d'Àger                    | Modifica les dades a Wikidata |
|        | Necròpolis Medieval de Santa Coloma | Àger | necròpolis                                                  |                                                                       | 42° 00′ 16″ N, 0° 45′ 26″ E / 42.0044241702949°N,0.757085683356844°E                         |                                                      |                                   | Modifica les dades a Wikidata |
|        | Nucli històric d'Àger               | Àger | conjunt històric                                            | Estil: arquitectura romànica arquitectura gòtica arquitectura barroca | 41° 59′ 59″ N, 0° 45′ 45″ E / 41.999779°N,0.762437°E 639 msnm                                | bé d'interès cultural bé cultural d'interès nacional | Nucli històric d'Àger             | Modifica les dades a Wikidata |
|        | Parc Astronòmic Montsec             | Àger | reserva internacional de Cel Nocturn observatori astronòmic |                                                                       | 42° 01′ 30″ N, 0° 44′ 16″ E / 42.0250993°N,0.7377033°E                                       |                                                      | Parc Astronòmic Montsec           | Modifica les dades a Wikidata |
|        | Pilaret de Sant Antoni              | Àger | capella                                                     |                                                                       | 42° 00′ 15″ N, 0° 43′ 12″ E / 42.0042605359454°N,0.719998468663915°E                         |                                                      |                                   | Modifica les dades a Wikidata |
|        | Portal de Sòls de Vila              | Àger | porta de ciutat                                             |                                                                       | 41° 59′ 55″ N, 0° 45′ 53″ E / 41.9985917213516°N,0.764643355410715°E                         |                                                      | Portal de Sòls de Vila            | Modifica les dades a Wikidata |
|        | Porxos de Fontdepou                 | Àger | passatge                                                    | Estil: arquitectura popular                                           | 41° 57′ 41″ N, 0° 45′ 26″ E / 41.961267°N,0.757237°E ca:A l'entrada de Fontdepou 825 msnm    | bé integrant del patrimoni cultural català           | Porxos de Fontdepou               | Modifica les dades a Wikidata |
|        | Torres de Cas                       | Àger | assentament humà                                            |                                                                       | 41° 58′ 15″ N, 0° 47′ 21″ E / 41.97079943306°N,0.78908211081303°E                            |                                                      |                                   | Modifica les dades a Wikidata |
|        | Via romana d'Àger                   | Àger | via romana                                                  |                                                                       | 41° 58′ 47″ N, 0° 44′ 58″ E / 41.979712°N,0.749413°E                                         |                                                      | Via romana d'Àger                 | Modifica les dades a Wikidata |
|        | casa Parroquial                     | Àger | edifici                                                     | Estil: arquitectura popular 18th century                              | 41° 59′ 56″ N, 0° 45′ 47″ E / 41.998929°N,0.763186°E ca:Carrer Sant Martí, 13, Àger 610 msnm | bé integrant del patrimoni cultural català           | Casa Parroquial d'Àger            | Modifica les dades a Wikidata |
|        | casa consistorial d'Àger            | Àger | casa consistorial                                           |                                                                       | 41° 59′ 57″ N, 0° 45′ 48″ E / 41.9992216°N,0.7634242°E                                       |                                                      |                                   | Modifica les dades a Wikidata |
|        | congost de Mont-rebei               | Àger Sant Esteve de la Sarga Viacamp i Lliterà | congost jaciment paleontològic                              | Superfície: 600ha                                                     | 42° 04′ 44″ N, 0° 40′ 53″ E / 42.078898°N,0.681454°E                                         | bé integrant del patrimoni cultural català           | Congost de Mont-rebei             | Modifica les dades a Wikidata |
|        | lo Corral del Llúcio                | Àger | abric rocós                                                 |                                                                       | 42° 01′ 41″ N, 0° 50′ 50″ E / 42.0281165378602°N,0.847232468572829°E                         |                                                      |                                   | Modifica les dades a Wikidata |
|        | pantà de Camarasa, sector Palanca   | Vilanova de Meià Àger | zona humida                                                 | Superfície: 37.4ha                                                    | 42° 00′ 51″ N, 0° 52′ 29″ E / 42.0143°N,0.8746°E 339 msnm                                    |                                                      | Pantà de Camarasa, sector Palanca | Modifica les dades a Wikidata |
|        | pas de Terradets                    | Pallars Jussà Noguera Castell de Mur Llimiana Àger Camarasa                                                                                            | canyó congost                                               |                                                                       | 42° 02′ 27″ N, 0° 53′ 18″ E / 42.040803°N,0.888283°E                                         |                                                      | Pas de Terradets                  | Modifica les dades a Wikidata |
|        | serra del Montsec                   | Vilanova de Meià Artesa de Segre Àger Camarasa Gavet de la Conca Isona i Conca Dellà Llimiana Castell de Mur Sant Esteve de la Sarga Viacamp i Lliterà | serralada                                                   | Llarg: 45km                                                           | 42° 02′ 39″ N, 0° 45′ 59″ E / 42.04416667°N,0.76638889°E 1676 msnm                           |                                                      | Montsec                           | Modifica les dades a Wikidata |